# Feyenoord in het seizoen 1989/90
Dit is een pagina over voetbalclub Feyenoord in het seizoen 1989/90.

## Selectie
| * = Aanvoerder \| Leeftijden op 1 juli 1989 | * = Aanvoerder \| Leeftijden op 1 juli 1989 | * = Aanvoerder \| Leeftijden op 1 juli 1989 | * = Aanvoerder \| Leeftijden op 1 juli 1989 | * = Aanvoerder \| Leeftijden op 1 juli 1989 | * = Aanvoerder \| Leeftijden op 1 juli 1989 | * = Aanvoerder \| Leeftijden op 1 juli 1989 | * = Aanvoerder \| Leeftijden op 1 juli 1989 | * = Aanvoerder \| Leeftijden op 1 juli 1989 | * = Aanvoerder \| Leeftijden op 1 juli 1989 | * = Aanvoerder \| Leeftijden op 1 juli 1989 | * = Aanvoerder \| Leeftijden op 1 juli 1989 | * = Aanvoerder \| Leeftijden op 1 juli 1989 | * = Aanvoerder \| Leeftijden op 1 juli 1989 | * = Aanvoerder \| Leeftijden op 1 juli 1989 | * = Aanvoerder \| Leeftijden op 1 juli 1989 | * = Aanvoerder \| Leeftijden op 1 juli 1989  | * = Aanvoerder \| Leeftijden op 1 juli 1989 | * = Aanvoerder \| Leeftijden op 1 juli 1989 |
| ------------------------------------------- | ------------------------------------------- | ------------------------------------------- | ------------------------------------------- | ------------------------------------------- | ------------------------------------------- | ------------------------------------------- | ------------------------------------------- | ------------------------------------------- | ------------------------------------------- | ------------------------------------------- | ------------------------------------------- | ------------------------------------------- | ------------------------------------------- | ------------------------------------------- | ------------------------------------------- | -------------------------------------------- | ------------------------------------------- | ------------------------------------------- |
| nat                                         | lft *                                       | Naam                                        | Huidig seizoen                              | Huidig seizoen                              | Huidig seizoen                              | Huidig seizoen                              | Huidig seizoen                              | Huidig seizoen                              | Huidig seizoen                              | Huidig seizoen                              | Huidig seizoen                              | Huidig seizoen                              | Seizoen                                     | Vorige club                                 | Debuut (Competitiedebuut)                   | Debuutwedstrijd (Competitiedebuut wedstrijd) | Opmerkingen                                 |                                             |
| nat                                         | lft *                                       | Naam                                        | Totaal bij Feyenoord                        |                                             |                                             |                                             |                                             |                                             |                                             |                                             |                                             |                                             | Seizoen                                     | Vorige club                                 | Debuut (Competitiedebuut)                   | Debuutwedstrijd (Competitiedebuut wedstrijd) | Opmerkingen                                 |                                             |
| nat                                         | lft *                                       | Naam                                        | Competitie                                  | Competitie                                  | Beker                                       | Beker                                       | Europees                                    | Europees                                    | Overig                                      | Overig                                      | Totaal                                      | Totaal                                      | Seizoen                                     | Vorige club                                 | Debuut (Competitiedebuut)                   | Debuutwedstrijd (Competitiedebuut wedstrijd) | Opmerkingen                                 |                                             |
| nat                                         | lft *                                       | Naam                                        | W                                           |                                             | W                                           |                                             | W                                           |                                             | W                                           |                                             | W                                           |                                             | Seizoen                                     | Vorige club                                 | Debuut (Competitiedebuut)                   | Debuutwedstrijd (Competitiedebuut wedstrijd) | Opmerkingen                                 |                                             |
|                                             |                                             |                                             | Keepers                                     |                                             |                                             |                                             |                                             |                                             |                                             |                                             |                                             |                                             |                                             |                                             |                                             |                                              |                                             |                                             |
| Vlag van Nederland                          | 30                                          | Joop Hiele                                  | 34                                          | 0                                           | 2                                           | 0                                           | 2                                           | 0                                           | 0                                           | 0                                           | 38                                          | 0                                           | 13e                                         | Jong Feyenoord                              | 2 april 1978                                | Feyenoord - Telstar, 1-1                     |                                             |                                             |
| Vlag van Nederland                          | 30                                          | Joop Hiele                                  | 320                                         | 0                                           | 37                                          | 0                                           | 30                                          | 0                                           | 0                                           | 0                                           | 387                                         | 0                                           | 13e                                         | Jong Feyenoord                              | 2 april 1978                                | Feyenoord - Telstar, 1-1                     |                                             |                                             |
| Vlag van Nederland                          | 20                                          | Ricardo de Jongh                            | 0                                           | 0                                           | 0                                           | 0                                           | 0                                           | 0                                           | 0                                           | 0                                           | 0                                           | 0                                           | 4e                                          | Jong Feyenoord                              | 10 mei 1987                                 | Feyenoord - Fortuna Sittard, 1-1             |                                             |                                             |
| Vlag van Nederland                          | 20                                          | Ricardo de Jongh                            | 11                                          | 0                                           | 0                                           | 0                                           | 2                                           | 0                                           | 0                                           | 0                                           | 13                                          | 0                                           | 4e                                          | Jong Feyenoord                              | 10 mei 1987                                 | Feyenoord - Fortuna Sittard, 1-1             |                                             |                                             |
| Vlag van Polen                              | 32                                          | Henryk Bolesta                              | 0                                           | 0                                           | 0                                           | 0                                           | 0                                           | 0                                           | 0                                           | 0                                           | 0                                           | 0                                           | 2e                                          | Widzew Łódź                                 | 19 januari 1989                             | PSV - Feyenoord, 1-0                         |                                             |                                             |
| Vlag van Polen                              | 32                                          | Henryk Bolesta                              | 6                                           | 0                                           | 0                                           | 0                                           | 0                                           | 0                                           | 0                                           | 0                                           | 6                                           | 0                                           | 2e                                          | Widzew Łódź                                 | 19 januari 1989                             | PSV - Feyenoord, 1-0                         |                                             |                                             |
|                                             |                                             |                                             | Verdedigers                                 |                                             |                                             |                                             |                                             |                                             |                                             |                                             |                                             |                                             |                                             |                                             |                                             |                                              |                                             |                                             |
| Vlag van Nederland                          | 21                                          | Rene Brochard                               | 13                                          | 1                                           | 0                                           | 0                                           | 2                                           | 0                                           | 0                                           | 0                                           | 15                                          | 1                                           | 1e                                          | Jong Feyenoord                              | 10 september 1989                           | Feyenoord - FC Groningen, 3-3                |                                             |                                             |
| Vlag van Nederland                          | 21                                          | Rene Brochard                               | 13                                          | 1                                           | 0                                           | 0                                           | 2                                           | 0                                           | 0                                           | 0                                           | 15                                          | 1                                           | 1e                                          | Jong Feyenoord                              | 10 september 1989                           | Feyenoord - FC Groningen, 3-3                |                                             |                                             |
| Vlag van Nederland                          | 22                                          | Paul Nortan                                 | 23                                          | 0                                           | 0                                           | 0                                           | 2                                           | 0                                           | 0                                           | 0                                           | 25                                          | 0                                           | 2e                                          | AZ                                          | 21 augustus 1988                            | Feyenoord - PSV, 2-2                         |                                             |                                             |
| Vlag van Nederland                          | 22                                          | Paul Nortan                                 | 54                                          | 0                                           | 0                                           | 0                                           | 2                                           | 0                                           | 0                                           | 0                                           | 56                                          | 0                                           | 2e                                          | AZ                                          | 21 augustus 1988                            | Feyenoord - PSV, 2-2                         |                                             |                                             |
| Vlag van Nederland                          | 29                                          | Sjaak Troost                                | 21                                          | 1                                           | 0                                           | 0                                           | 1                                           | 0                                           | 0                                           | 0                                           | 22                                          | 1                                           | 13e                                         | Jong Feyenoord                              | 9 april 1978                                | FC Volendam - Feyenoord, 1-0                 |                                             |                                             |
| Vlag van Nederland                          | 29                                          | Sjaak Troost                                | 185                                         | 4                                           | 0                                           | 0                                           | 32                                          | 2                                           | 0                                           | 0                                           | 217                                         | 6                                           | 13e                                         | Jong Feyenoord                              | 9 april 1978                                | FC Volendam - Feyenoord, 1-0                 |                                             |                                             |
| Vlag van Nederland                          | 20                                          | Steve Goossen                               | 0                                           | 0                                           | 0                                           | 0                                           | 0                                           | 0                                           | 0                                           | 0                                           | 0                                           | 0                                           | 1e                                          | Jong Feyenoord                              |                                             |                                              |                                             |                                             |
| Vlag van Nederland                          | 20                                          | Steve Goossen                               | 0                                           | 0                                           | 0                                           | 0                                           | 0                                           | 0                                           | 0                                           | 0                                           | 0                                           | 0                                           | 1e                                          | Jong Feyenoord                              |                                             |                                              |                                             |                                             |
| Vlag van Nederland                          | 31                                          | John Metgod                                 | 27                                          | 4                                           | 0                                           | 0                                           | 2                                           | 0                                           | 0                                           | 0                                           | 0                                           | 0                                           | 2e                                          | Tottenham Hotspur                           | 21 augustus 1988                            | Feyenoord - PSV, 2-2                         |                                             |                                             |
| Vlag van Nederland                          | 31                                          | John Metgod                                 | 56                                          | 7                                           | 0                                           | 0                                           | 0                                           | 0                                           | 0                                           | 0                                           | 56                                          | 7                                           | 2e                                          | Tottenham Hotspur                           | 21 augustus 1988                            | Feyenoord - PSV, 2-2                         |                                             |                                             |
| Vlag van Nederland                          | 26                                          | John de Wolf                                | 0                                           | 0                                           | 0                                           | 0                                           | 0                                           | 0                                           | 0                                           | 0                                           | 0                                           | 0                                           | 1e                                          | FC Groningen                                |                                             |                                              |                                             |                                             |
| Vlag van Nederland                          | 26                                          | John de Wolf                                | 0                                           | 0                                           | 0                                           | 0                                           | 0                                           | 0                                           | 0                                           | 0                                           | 0                                           | 0                                           | 1e                                          | FC Groningen                                |                                             |                                              |                                             |                                             |
| Vlag van Hongarije                          | 29                                          | Antal Róth                                  | 10                                          | 0                                           | 0                                           | 0                                           | 1                                           | 0                                           | 0                                           | 0                                           | 0                                           | 0                                           | 4e                                          | Pecsi MFC                                   | 23 november 1986                            | Feyenoord - FC Utrecht, 1-1                  |                                             |                                             |
| Vlag van Hongarije                          | 29                                          | Antal Róth                                  | 22                                          | 2                                           | 0                                           | 0                                           | 1                                           | 0                                           | 0                                           | 0                                           | 23                                          | 2                                           | 4e                                          | Pecsi MFC                                   | 23 november 1986                            | Feyenoord - FC Utrecht, 1-1                  |                                             |                                             |
| Vlag van Nederland                          | 26                                          | Gerrit Plomp                                | 10                                          | 0                                           | 0                                           | 0                                           | 0                                           | 0                                           | 0                                           | 0                                           | 10                                          | 0                                           | 1e                                          | VfL Bochum                                  | 11 februari 1990                            | Feyenoord - HFC Haarlem, 5-0                 |                                             |                                             |
| Vlag van Nederland                          | 26                                          | Gerrit Plomp                                | 10                                          | 0                                           | 0                                           | 0                                           | 0                                           | 0                                           | 0                                           | 0                                           | 10                                          | 0                                           | 1e                                          | VfL Bochum                                  | 11 februari 1990                            | Feyenoord - HFC Haarlem, 5-0                 |                                             |                                             |
| Vlag van Nederland                          | 16                                          | Remco Schol                                 | 1                                           | 0                                           | 0                                           | 0                                           | 0                                           | 0                                           | 0                                           | 0                                           | 1                                           | 0                                           | 1e                                          | Jong Feyenoord                              | 17 december 1989                            | RKC Waalwijk - Feyenoord, 3-0                |                                             |                                             |
| Vlag van Nederland                          | 16                                          | Remco Schol                                 | 1                                           | 0                                           | 0                                           | 0                                           | 0                                           | 0                                           | 0                                           | 0                                           | 1                                           | 0                                           | 1e                                          | Jong Feyenoord                              | 17 december 1989                            | RKC Waalwijk - Feyenoord, 3-0                |                                             |                                             |
| Vlag van Nederland                          | 28                                          | Ruud Heus                                   | 29                                          | 0                                           | 0                                           | 0                                           | 0                                           | 0                                           | 0                                           | 0                                           | 0                                           | 0                                           | 4e                                          | AZ Alkmaar                                  | 16 augustus 1986                            | Feyenoord - PEC Zwolle, 3-2                  |                                             |                                             |
| Vlag van Nederland                          | 28                                          | Ruud Heus                                   | 98                                          | 2                                           | 0                                           | 0                                           | 8                                           | 2                                           | 0                                           | 0                                           | 106                                         | 4                                           | 4e                                          | AZ Alkmaar                                  | 16 augustus 1986                            | Feyenoord - PEC Zwolle, 3-2                  |                                             |                                             |
| Vlag van Nederland                          | 18                                          | Ulrich van Gobbel                           | 2                                           | 0                                           | 0                                           | 0                                           | 0                                           | 0                                           | 0                                           | 0                                           | 2                                           | 0                                           | 1e                                          | Willem II                                   | 29 april 1990                               | PSV - Feyenoord, 1-1                         |                                             |                                             |
| Vlag van Nederland                          | 18                                          | Ulrich van Gobbel                           | 2                                           | 0                                           | 0                                           | 0                                           | 0                                           | 0                                           | 0                                           | 0                                           | 0                                           | 0                                           | 1e                                          | Willem II                                   | 29 april 1990                               | PSV - Feyenoord, 1-1                         |                                             |                                             |
|                                             |                                             |                                             | Middenvelders                               |                                             |                                             |                                             |                                             |                                             |                                             |                                             |                                             |                                             |                                             |                                             |                                             |                                              |                                             |                                             |
| Vlag van Nederland                          | 27                                          | Marcel Brands                               | 29                                          | 1                                           | 0                                           | 0                                           | 2                                           | 0                                           | 0                                           | 0                                           | 31                                          | 1                                           | 2e                                          | RKC Waalwijk                                | 21 augustus 1988                            | Feyenoord - PSV, 2-2                         |                                             |                                             |
| Vlag van Nederland                          | 27                                          | Marcel Brands                               | 59                                          | 6                                           | 0                                           | 0                                           | 2                                           | 0                                           | 0                                           | 0                                           | 61                                          | 6                                           | 2e                                          | RKC Waalwijk                                | 21 augustus 1988                            | Feyenoord - PSV, 2-2                         |                                             |                                             |
| Vlag van Nederland                          | 28                                          | Martin van Geel                             | 17                                          | 11                                          | 0                                           | 0                                           | 2                                           | 0                                           | 0                                           | 0                                           | 19                                          | 11                                          | 2e                                          | Roda JC                                     | 21 augustus 1988                            | Feyenoord - PSV, 2-2                         |                                             |                                             |
| Vlag van Nederland                          | 28                                          | Martin van Geel                             | 49                                          | 24                                          | 0                                           | 0                                           | 2                                           | 0                                           | 0                                           | 0                                           | 51                                          | 24                                          | 2e                                          | Roda JC                                     | 21 augustus 1988                            | Feyenoord - PSV, 2-2                         |                                             |                                             |
| Vlag van Nederland                          | 22                                          | Tom Krommendijk                             | 7                                           | 2                                           | 0                                           | 0                                           | 0                                           | 0                                           | 0                                           | 0                                           | 7                                           | 2                                           | 2e                                          | AZ Alkmaar                                  | 24 augustus 1988                            | RKC Waalwijk - Feyenoord, 1-1                |                                             |                                             |
| Vlag van Nederland                          | 22                                          | Tom Krommendijk                             | 9                                           | 2                                           | 0                                           | 0                                           | 0                                           | 0                                           | 0                                           | 0                                           | 9                                           | 2                                           | 2e                                          | AZ Alkmaar                                  | 24 augustus 1988                            | RKC Waalwijk - Feyenoord, 1-1                |                                             |                                             |
| Vlag van Nederland                          | 29                                          | Ton Lokhoff                                 | 33                                          | 1                                           | 0                                           | 0                                           | 2                                           | 0                                           | 0                                           | 0                                           | 35                                          | 1                                           | 2e                                          | Nimes Olympique                             | 21 augustus 1988                            | Feyenoord - PSV, 2-2                         |                                             |                                             |
| Vlag van Nederland                          | 29                                          | Ton Lokhoff                                 | 66                                          | 6                                           | 0                                           | 0                                           | 2                                           | 0                                           | 0                                           | 0                                           | 68                                          | 6                                           | 2e                                          | Nimes Olympique                             | 21 augustus 1988                            | Feyenoord - PSV, 2-2                         |                                             |                                             |
| Vlag van Nederland                          | 17                                          | Arjan van der Plas                          | 2                                           | 0                                           | 0                                           | 0                                           | 0                                           | 0                                           | 0                                           | 0                                           | 2                                           | 0                                           | 2e                                          | Jong Feyenoord                              | 5 februari 1989                             | FC Volendam - Feyenoord, 1-3                 |                                             |                                             |
| Vlag van Nederland                          | 17                                          | Arjan van der Plas                          | 9                                           | 0                                           | 0                                           | 0                                           | 0                                           | 0                                           | 0                                           | 0                                           | 9                                           | 0                                           | 2e                                          | Jong Feyenoord                              | 5 februari 1989                             | FC Volendam - Feyenoord, 1-3                 |                                             |                                             |
| Vlag van Nederland                          | 26                                          | Steve Wasiman                               | 3                                           | 0                                           | 0                                           | 0                                           | 1                                           | 0                                           | 0                                           | 0                                           | 1                                           | 0                                           | 1e                                          | SBV Excelsior                               | 19 september 1989                           | FC Den Bosch - Feyenoord, 1-1                |                                             |                                             |
| Vlag van Nederland                          | 26                                          | Steve Wasiman                               | 4                                           | 0                                           | 0                                           | 0                                           | 0                                           | 0                                           | 0                                           | 0                                           | 4                                           | 0                                           | 1e                                          | SBV Excelsior                               | 19 september 1989                           | FC Den Bosch - Feyenoord, 1-1                |                                             |                                             |
| Vlag van Nederland                          | 28                                          | Jan Mulder                                  | 16                                          | 1                                           | 0                                           | 0                                           | 2                                           | 0                                           | 0                                           | 0                                           | 18                                          | 1                                           | 1e                                          | Sparta Rotterdam                            | 13 augustus 1989                            | FC Utrecht - Feyenoord, 3-0                  |                                             |                                             |
| Vlag van Nederland                          | 28                                          | Jan Mulder                                  | 16                                          | 1                                           | 0                                           | 0                                           | 2                                           | 0                                           | 0                                           | 0                                           | 18                                          | 1                                           | 1e                                          | Sparta Rotterdam                            | 13 augustus 1989                            | FC Utrecht - Feyenoord, 3-0                  |                                             |                                             |
| Vlag van Nederland                          | 26                                          | Arnold Scholten                             | 16                                          | 2                                           | 0                                           | 0                                           | 0                                           | 0                                           | 0                                           | 0                                           | 16                                          | 2                                           | 1e                                          | Ajax Amsterdam                              | 21 januari 1990                             | Feyenoord - FC Utrecht, 0-0                  |                                             |                                             |
| Vlag van Nederland                          | 26                                          | Arnold Scholten                             | 16                                          | 2                                           | 0                                           | 0                                           | 0                                           | 0                                           | 0                                           | 0                                           | 16                                          | 2                                           | 1e                                          | Ajax Amsterdam                              | 21 januari 1990                             | Feyenoord - FC Utrecht, 0-0                  |                                             |                                             |
| Vlag van Curaçao                            | 16                                          | Raymond Victoria                            | 1                                           | 0                                           | 0                                           | 0                                           | 0                                           | 0                                           | 0                                           | 0                                           | 1                                           | 0                                           | 1e                                          | Jong Feyenoord                              | 17 december 1989                            | RKC Waalwijk - Feyenoord, 3-0                |                                             |                                             |
| Vlag van Curaçao                            | 16                                          | Raymond Victoria                            | 1                                           | 0                                           | 0                                           | 0                                           | 0                                           | 0                                           | 0                                           | 0                                           | 1                                           | 0                                           | 1e                                          | Jong Feyenoord                              | 17 december 1989                            | RKC Waalwijk - Feyenoord, 3-0                |                                             |                                             |
| Vlag van Nederland                          | 20                                          | Regi Blinker                                | 31                                          | 2                                           | 0                                           | 0                                           | 2                                           | 0                                           | 0                                           | 0                                           | 33                                          | 2                                           | 3e                                          | DHC Delft                                   | 16 augustus 1986                            | Feyenoord - PEC Zwolle, 3-2                  |                                             |                                             |
| Vlag van Nederland                          | 20                                          | Regi Blinker                                | 81                                          | 2                                           | 0                                           | 0                                           | 9                                           | 1                                           | 0                                           | 0                                           | 90                                          | 3                                           | 3e                                          | DHC Delft                                   | 16 augustus 1986                            | Feyenoord - PEC Zwolle, 3-2                  |                                             |                                             |
|                                             |                                             |                                             | Aanvallers                                  |                                             |                                             |                                             |                                             |                                             |                                             |                                             |                                             |                                             |                                             |                                             |                                             |                                              |                                             |                                             |
| Vlag van Nederland                          | 17                                          | Dwight Blackson                             | 8                                           | 0                                           | 0                                           | 0                                           | 0                                           | 0                                           | 0                                           | 0                                           | 8                                           | 0                                           | 1e                                          | Jong Feyenoord                              | 13 augustus 1989                            | FC Utrecht - Feyenoord, 3-0                  |                                             |                                             |
| Vlag van Nederland                          | 17                                          | Dwight Blackson                             | 8                                           | 0                                           | 0                                           | 0                                           | 0                                           | 0                                           | 0                                           | 0                                           | 8                                           | 0                                           | 1e                                          | Jong Feyenoord                              | 13 augustus 1989                            | FC Utrecht - Feyenoord, 3-0                  |                                             |                                             |
| Vlag van Nederland                          | 18                                          | Zier Tebbenhoff                             | 5                                           | 0                                           | 0                                           | 0                                           | 1                                           | 0                                           | 0                                           | 0                                           | 6                                           | 0                                           | 2e                                          | Jong Feyenoord                              | 25 september 1988                           | Feyenoord - Fortuna Sittard, 4-2             |                                             |                                             |
| Vlag van Nederland                          | 18                                          | Zier Tebbenhoff                             | 21                                          | 2                                           | 0                                           | 0                                           | 1                                           | 0                                           | 0                                           | 0                                           | 22                                          | 2                                           | 2e                                          | Jong Feyenoord                              | 25 september 1988                           | Feyenoord - Fortuna Sittard, 4-2             |                                             |                                             |
| Vlag van Nederland                          | 22                                          | Ed Roos                                     | 0                                           | 0                                           | 0                                           | 0                                           | 0                                           | 0                                           | 0                                           | 0                                           | 0                                           | 0                                           | 4e                                          | Jong Feyenoord                              | 22 december 1985                            | Heracles Almelo - Feyenoord, 2-5             |                                             |                                             |
| Vlag van Nederland                          | 22                                          | Ed Roos                                     | 30                                          | 5                                           | 0                                           | 0                                           | 2                                           | 0                                           | 0                                           | 0                                           | 32                                          | 5                                           | 4e                                          | Jong Feyenoord                              | 22 december 1985                            | Heracles Almelo - Feyenoord, 2-5             |                                             |                                             |
| Vlag van Polen                              | 31                                          | Wlodzimierz Smolarek                        | 15                                          | 3                                           | 0                                           | 0                                           | 1                                           | 0                                           | 0                                           | 0                                           | 16                                          | 3                                           | 2e                                          | Eintracht Frankfurt                         | 21 augustus 1988                            | Feyenoord - PSV, 2-2                         |                                             |                                             |
| Vlag van Polen                              | 31                                          | Wlodzimierz Smolarek                        | 45                                          | 13                                          | 0                                           | 0                                           | 1                                           | 0                                           | 0                                           | 0                                           | 46                                          | 13                                          | 2e                                          | Eintracht Frankfurt                         | 21 augustus 1988                            | Feyenoord - PSV, 2-2                         |                                             |                                             |
| Vlag van Nederland                          | 18                                          | Gaston Taument                              | 1                                           | 0                                           | 0                                           | 0                                           | 0                                           | 0                                           | 0                                           | 0                                           | 1                                           | 0                                           | 1e                                          | Jong Feyenoord                              | 2 april 1989                                | Feyenoord - FC Den Bosch, 3-0                |                                             |                                             |
| Vlag van Nederland                          | 18                                          | Gaston Taument                              | 1                                           | 0                                           | 0                                           | 0                                           | 0                                           | 0                                           | 0                                           | 0                                           | 1                                           | 0                                           | 1e                                          | Jong Feyenoord                              | 2 april 1989                                | Feyenoord - FC Den Bosch, 3-0                |                                             |                                             |
| Vlag van Hongarije                          | 25                                          | Jozsef Kiprich                              | 23                                          | 5                                           | 0                                           | 0                                           | 0                                           | 0                                           | 0                                           | 0                                           | 23                                          | 5                                           | 1e                                          | Tatabanya SC                                | 20 augustus 1989                            | Feyenoord - Fortuna Sittard, 0-2             |                                             |                                             |
| Vlag van Hongarije                          | 25                                          | Jozsef Kiprich                              | 23                                          | 5                                           | 0                                           | 0                                           | 0                                           | 0                                           | 0                                           | 0                                           | 23                                          | 5                                           | 1e                                          | Tatabanya SC                                | 20 augustus 1989                            | Feyenoord - Fortuna Sittard, 0-2             |                                             |                                             |
| Vlag van Nederland                          | 28                                          | Piet Keur                                   | 29                                          | 14                                          | 0                                           | 0                                           | 1                                           | 2                                           | 0                                           | 0                                           | 30                                          | 16                                          | 1e                                          | FC Twente                                   | 13 augustus 1989                            | FC Utrecht - Feyenoord, 3-0                  |                                             |                                             |
| Vlag van Nederland                          | 28                                          | Piet Keur                                   | 29                                          | 14                                          | 0                                           | 0                                           | 1                                           | 2                                           | 0                                           | 0                                           | 30                                          | 16                                          | 1e                                          | FC Twente                                   | 13 augustus 1989                            | FC Utrecht - Feyenoord, 3-0                  |                                             |                                             |
| Vlag van Slowakije                          | 27                                          | Stanislav Griga                             | 16                                          | 3                                           | 0                                           | 0                                           | 0                                           | 0                                           | 0                                           | 0                                           | 16                                          | 3                                           | 1e                                          | Sparta Praag                                | 21 januari 1990                             | Feyenoord - FC Utrecht, 0-0                  |                                             |                                             |
| Vlag van Slowakije                          | 27                                          | Stanislav Griga                             | 16                                          | 3                                           | 0                                           | 0                                           | 0                                           | 0                                           | 0                                           | 0                                           | 16                                          | 3                                           | 1e                                          | Sparta Praag                                | 21 januari 1990                             | Feyenoord - FC Utrecht, 0-0                  |                                             |                                             |

### Technische staf
| Technische Staf  |           |                   |                 |
| Pim Verbeek      | Nederland | Hoofdtrainer      | 1 juli 1989     |
| Gunder Bengtsson | Zweden    | Hoofdtrainer      | 1 december 1989 |
| Maup Martens     | Nederland | Assistent-trainer | --              |

## Transfers

### Transfers in de zomer
| Naam               | Nationaliteit | Positie | Oude club        | Bedrag                    |
| ------------------ | ------------- | ------- | ---------------- | ------------------------- |
| John de Wolf       | Nederland     | VD      | FC Groningen     | € 771.000 / fl. 1.700.000 |
| Ulrich van Gobbel  | Nederland     | VD      | Willem II        | Onbekend                  |
| Rene Brochard      | Nederland     | VD      | Jong Feyenoord   | -                         |
| Remco Schol        | Nederland     | VD      | Jong Feyenoord   | -                         |
| Jan Mulder         | Nederland     | MV      | Sparta Rotterdam | € 23.000 / fl. 50.000     |
| Steve Wasiman      | Nederland     | MV      | SBV Excelsior    | € 82.000 / fl. 180.000    |
| Raymond Victoria   | Nederland     | VD      | Jong Feyenoord   | -                         |
| Arjan van der Plas | Nederland     | VD      | Jong Feyenoord   | -                         |
| Jozsef Kiprich     | Hongarije     | AV      | FC Tatabanya     | € 591.000 / fl. 1.300.000 |
| Ed Roos            | Nederland     | AV      | PEC Zwolle       | Onbekend                  |
| Piet Keur          | Nederland     | AV      | FC Twente        | Onbekend                  |
| Regi Blinker       | Nederland     | AV      | FC Den Bosch     | Was verhuurd              |
| Dwight Blackson    | Nederland     | AV      | Jong Feyenoord   | -                         |

| Naam             | Nationaliteit | Positie | Nieuwe club      | Bedrag                  |
| ---------------- | ------------- | ------- | ---------------- | ----------------------- |
| Henryk Bolesta   | Polen         | DM      | Roda JC          | Onbekend                |
| Ricardo de Jongh | Nederland     | DM      | ADO Den Haag     | Verhuurd                |
| Steve Goossen    | Nederland     | VD      | Lierse SK        | Onbekend                |
| Peter Barendse   | Nederland     | MV      | FC Den Bosch     | € 204.000 / fl. 450.000 |
| Jimmy Simons     | Nederland     | AV      | SVV              | € 45.000 / fl. 100.000  |
| Ed Roos          | Nederland     | AV      | SBV Excelsior    | € 34.000 / fl. 75.000   |
| René Hofman      | Nederland     | AV      | Roda JC          | Onbekend                |
| Peter Houtman    | Nederland     | AV      | Sparta Rotterdam | Onbekend                |

### Transfers in de winterstop
| Naam            | Nationaliteit | Positie | Oude club    | Bedrag   |
| --------------- | ------------- | ------- | ------------ | -------- |
| Gerrit Plomp    | Nederland     | VD      | VfL Bochum   | Onbekend |
| Stanislav Griga | Slowakije     | AV      | Sparta Praag | Onbekend |

| Naam                 | Nationaliteit | Positie | Nieuwe club | Bedrag   |
| -------------------- | ------------- | ------- | ----------- | -------- |
| Martin van Geel      | Nederland     | MV      | Willem II   | Onbekend |
| Zier Tebbenhoff      | Nederland     | AV      | SVV         | Onbekend |
| Wlodzimierz Smolarek | Polen         | AV      | FC Utrecht  | Onbekend |

## Wedstrijden

### Augustus
| zondag 13 augustus 1989 14:30 uur, Speelronde 1 Eredivisie                        | FC Utrecht                                | 3-0 (1-0) | Feyenoord | Opstelling FC Utrecht                                                                                            | Opstelling Feyenoord |  |
| Stadion: Stadion Galgenwaard, Utrecht Toeschouwers: 17.000 Scheidsrechter: Houben | 6' de Kruijff 68' Moore 75' (pen) Boogers |           |           | van Ede, van der Meer, Verrips, de Kock, Steinmann , G. van Hanegem, Young , Lettinck, de Kruyff, Boogers, Moore | Hiele, Metgod 75' ( Brands), Troost , van der Plas, Nortan, Heus , Lokhoff, Mulder, Blackson, Blinker, Keur RESERVEBANK: Brands |  |
| Stadion: Stadion Galgenwaard, Utrecht Toeschouwers: 17.000 Scheidsrechter: Houben |                                           |           |           | van Ede, van der Meer, Verrips, de Kock, Steinmann , G. van Hanegem, Young , Lettinck, de Kruyff, Boogers, Moore | Hiele, Metgod 75' ( Brands), Troost , van der Plas, Nortan, Heus , Lokhoff, Mulder, Blackson, Blinker, Keur RESERVEBANK: Brands |  |
| Stadion: Stadion Galgenwaard, Utrecht Toeschouwers: 17.000 Scheidsrechter: Houben |                                           |           |           | van Ede, van der Meer, Verrips, de Kock, Steinmann , G. van Hanegem, Young , Lettinck, de Kruyff, Boogers, Moore | Hiele, Metgod 75' ( Brands), Troost , van der Plas, Nortan, Heus , Lokhoff, Mulder, Blackson, Blinker, Keur RESERVEBANK: Brands |  |
|                                                                                   |                                           |           |           | | |  |

| woensdag 16 augustus 1989 20:30 uur, Speelronde 2 Eredivisie               | Feyenoord | 1-1 (1-1) | FC Volendam | Opstelling Feyenoord | Opstelling FC Volendam |  |
| Stadion: De Kuip, Rotterdam Toeschouwers: 11.211 Scheidsrechter: van Vliet | 35' Keur  |           | 32' Vermes  | Hiele, van der Plas, Nortan, Heus, Brands, Troost , Mulder, Lokhoff 74' ( Tebbenhoff), Keur, Blinker, Smolarek RESERVEBANK: Tebbenhoff | Schilder, Steltenpool , van Loon, R. Binken , Vermes, Bartelings , J. Binken 46' ( Pastoor), Berghuis, Steur, Burleson 46' ( Tol), Zwarthoed RESERVEBANK: Pastoor, Tol |  |
| Stadion: De Kuip, Rotterdam Toeschouwers: 11.211 Scheidsrechter: van Vliet |           |           |             | Hiele, van der Plas, Nortan, Heus, Brands, Troost , Mulder, Lokhoff 74' ( Tebbenhoff), Keur, Blinker, Smolarek RESERVEBANK: Tebbenhoff | Schilder, Steltenpool , van Loon, R. Binken , Vermes, Bartelings , J. Binken 46' ( Pastoor), Berghuis, Steur, Burleson 46' ( Tol), Zwarthoed RESERVEBANK: Pastoor, Tol |  |
| Stadion: De Kuip, Rotterdam Toeschouwers: 11.211 Scheidsrechter: van Vliet |           |           |             | Hiele, van der Plas, Nortan, Heus, Brands, Troost , Mulder, Lokhoff 74' ( Tebbenhoff), Keur, Blinker, Smolarek RESERVEBANK: Tebbenhoff | Schilder, Steltenpool , van Loon, R. Binken , Vermes, Bartelings , J. Binken 46' ( Pastoor), Berghuis, Steur, Burleson 46' ( Tol), Zwarthoed RESERVEBANK: Pastoor, Tol |  |
|                                                                            |           |           |             | | |  |

| zondag 20 augustus 1989 14:30 uur, Speelronde 3 Eredivisie              | Feyenoord | 0-2 (0-1) | Fortuna Sittard          | Opstelling Feyenoord | Opstelling Fortuna Sittard |  |
| Stadion: De Kuip, Rotterdam Toeschouwers: 10.236 Scheidsrechter: Luinge |           |           | 34' Mordang 76' de Vries | Hiele, van der Plas, Nortan, Heus, Troost, Mulder, Lokhoff, Keur, Kiprich, Blinker, Smolarek 46' ( Taument) RESERVEBANK: Taument | Hesp, Liesdek, Boessen , Reijners, Duut, Frijns, van Helmond, Sneekes, Mordang, de Vries, Farrington 75' ( Custers) RESERVEBANK: Custers |  |
| Stadion: De Kuip, Rotterdam Toeschouwers: 10.236 Scheidsrechter: Luinge |           |           |                          | Hiele, van der Plas, Nortan, Heus, Troost, Mulder, Lokhoff, Keur, Kiprich, Blinker, Smolarek 46' ( Taument) RESERVEBANK: Taument | Hesp, Liesdek, Boessen , Reijners, Duut, Frijns, van Helmond, Sneekes, Mordang, de Vries, Farrington 75' ( Custers) RESERVEBANK: Custers |  |
| Stadion: De Kuip, Rotterdam Toeschouwers: 10.236 Scheidsrechter: Luinge |           |           |                          | Hiele, van der Plas, Nortan, Heus, Troost, Mulder, Lokhoff, Keur, Kiprich, Blinker, Smolarek 46' ( Taument) RESERVEBANK: Taument | Hesp, Liesdek, Boessen , Reijners, Duut, Frijns, van Helmond, Sneekes, Mordang, de Vries, Farrington 75' ( Custers) RESERVEBANK: Custers |  |
|                                                                         |           |           |                          | | |  |

| zondag 27 augustus 1989 14:30 uur, Speelronde 4 Eredivisie                    | HFC Haarlem                         | 3-1 (1-1) | Feyenoord | Opstelling HFC Haarlem | Opstelling Feyenoord |  |
| Stadion: Haarlemstadion, Haarlem Toeschouwers: 2.700 Scheidsrechter: Reygwart | 35' Numan 49' van Roon 79' Dikstaal |           | 33' Keur  | Metgod, Baas, Doesburg 36' ( Helenklaken), Numan, Stafleu, Tevreden, Looijer 65' ( Dikstaal), Matthaei, Holverda, Purperhart , van Roon RESERVEBANK: Helenklaken, Dikstaal | Hiele, Heus Metgod, Nortan 57' ( Blackson ), Troost, Blinker, Brands, Lokhoff 67' (Tebbenhoff), Mulder , Keur, Smolarek, Kiprich RESERVEBANK: Blackson, Tebbenhoff |  |
| Stadion: Haarlemstadion, Haarlem Toeschouwers: 2.700 Scheidsrechter: Reygwart |                                     |           |           | Metgod, Baas, Doesburg 36' ( Helenklaken), Numan, Stafleu, Tevreden, Looijer 65' ( Dikstaal), Matthaei, Holverda, Purperhart , van Roon RESERVEBANK: Helenklaken, Dikstaal | Hiele, Heus Metgod, Nortan 57' ( Blackson ), Troost, Blinker, Brands, Lokhoff 67' (Tebbenhoff), Mulder , Keur, Smolarek, Kiprich RESERVEBANK: Blackson, Tebbenhoff |  |
| Stadion: Haarlemstadion, Haarlem Toeschouwers: 2.700 Scheidsrechter: Reygwart |                                     |           |           | Metgod, Baas, Doesburg 36' ( Helenklaken), Numan, Stafleu, Tevreden, Looijer 65' ( Dikstaal), Matthaei, Holverda, Purperhart , van Roon RESERVEBANK: Helenklaken, Dikstaal | Hiele, Heus Metgod, Nortan 57' ( Blackson ), Troost, Blinker, Brands, Lokhoff 67' (Tebbenhoff), Mulder , Keur, Smolarek, Kiprich RESERVEBANK: Blackson, Tebbenhoff |  |
|                                                                               |                                     |           |           | | |  |

### September
| zondag 3 september 1989 14:30 uur, Speelronde 5 Eredivisie                             | Vitesse                 | 2-1 (1-0) | Feyenoord   | Opstelling Vitesse | Opstelling Feyenoord |  |
| Stadion: Nieuw-Monnikenhuize, Arnhem Toeschouwers: 10.000 Scheidsrechter: Blankenstein | 9' Hilgers 48' van Arum |           | 71' Blinker | van der Gouw, Bos, Sturing, Vermeulen 80' ( Straal), Laamers, Thijssen, van den Brom, Eijer , Hilgers 85' ( Koolhof), Latuheru, van Arum RESERVEBANK: Straal, Koolhof | Hiele, Nortan 46' ( Heus), Troost, Blinker, Brands, Lokhoff, Mulder , van Geel, Kiprich, Smolarek 55' ( Keur), Tebbenhoff RESERVEBANK: Heus, Keur |  |
| Stadion: Nieuw-Monnikenhuize, Arnhem Toeschouwers: 10.000 Scheidsrechter: Blankenstein |                         |           |             | van der Gouw, Bos, Sturing, Vermeulen 80' ( Straal), Laamers, Thijssen, van den Brom, Eijer , Hilgers 85' ( Koolhof), Latuheru, van Arum RESERVEBANK: Straal, Koolhof | Hiele, Nortan 46' ( Heus), Troost, Blinker, Brands, Lokhoff, Mulder , van Geel, Kiprich, Smolarek 55' ( Keur), Tebbenhoff RESERVEBANK: Heus, Keur |  |
| Stadion: Nieuw-Monnikenhuize, Arnhem Toeschouwers: 10.000 Scheidsrechter: Blankenstein |                         |           |             | van der Gouw, Bos, Sturing, Vermeulen 80' ( Straal), Laamers, Thijssen, van den Brom, Eijer , Hilgers 85' ( Koolhof), Latuheru, van Arum RESERVEBANK: Straal, Koolhof | Hiele, Nortan 46' ( Heus), Troost, Blinker, Brands, Lokhoff, Mulder , van Geel, Kiprich, Smolarek 55' ( Keur), Tebbenhoff RESERVEBANK: Heus, Keur |  |
|                                                                                        |                         |           |             | | |  |

| zondag 10 september 1989 14:30 uur, Speelronde 6 Eredivisie                | Feyenoord                    | 3-3 (1-2) | FC Groningen                                  | Opstelling Feyenoord | Opstelling FC Groningen |  |
| Stadion: De Kuip, Rotterdam Toeschouwers: 10.113 Scheidsrechter: Uilenberg | 10', 55' van Geel 87' Troost |           | 2' Olde Riekerink 12' Roossien 70' Eijkelkamp | Hiele, Brochard, Heus, Roth 56' ( Smolarek), Troost, Blinker 68' ( Mulder), Brands, van Geel, van der Plas, Kiprich , Tebbenhoff RESERVEBANK: Smolarek | Lodewijks, Boekweg, Koevermans, Veenhof, Wilson , Olde Riekerink, Roossien, ten Caat, Beltman 74' ( Koorman), Eijkelkamp 81' ( Sinkgraven), Meijer RESERVEBANK: Koorman, Sinkgraven |  |
| Stadion: De Kuip, Rotterdam Toeschouwers: 10.113 Scheidsrechter: Uilenberg |                              |           |                                               | Hiele, Brochard, Heus, Roth 56' ( Smolarek), Troost, Blinker 68' ( Mulder), Brands, van Geel, van der Plas, Kiprich , Tebbenhoff RESERVEBANK: Smolarek | Lodewijks, Boekweg, Koevermans, Veenhof, Wilson , Olde Riekerink, Roossien, ten Caat, Beltman 74' ( Koorman), Eijkelkamp 81' ( Sinkgraven), Meijer RESERVEBANK: Koorman, Sinkgraven |  |
| Stadion: De Kuip, Rotterdam Toeschouwers: 10.113 Scheidsrechter: Uilenberg |                              |           |                                               | Hiele, Brochard, Heus, Roth 56' ( Smolarek), Troost, Blinker 68' ( Mulder), Brands, van Geel, van der Plas, Kiprich , Tebbenhoff RESERVEBANK: Smolarek | Lodewijks, Boekweg, Koevermans, Veenhof, Wilson , Olde Riekerink, Roossien, ten Caat, Beltman 74' ( Koorman), Eijkelkamp 81' ( Sinkgraven), Meijer RESERVEBANK: Koorman, Sinkgraven |  |
|                                                                            |                              |           |                                               | | |  |

| dinsdag 12 september 1989 20:30 uur, 1e ronde heenwedstrijd UEFA Cup                 | VfB Stuttgart           | 2-0 (1-0) | Feyenoord | Opstelling VfB Stuttgart | Opstelling Feyenoord |  |
| Stadion: Mercedes-Benz Arena, Stuttgart Toeschouwers: 22.000 Scheidsrechter: Hackett | 22' Walter 48' Allgöwer |           |           | Immel, Buchwald, Frontzeck, Schäfer, strehmel, Allgöwer, Basualdo, Gaudino, Hartmann, Hotic 74' ( Poschner), Walter RESERVEBANK: Poschner | Hiele, Brochard 55' ( Mulder), Nortan , Róth 77' ( Metgod), Troost, Blinker , Brands, Lokhoff, van Geel, Kiprich, Tebbenhoff RESERVEBANK: Mulder, Metgod |  |
| Stadion: Mercedes-Benz Arena, Stuttgart Toeschouwers: 22.000 Scheidsrechter: Hackett |                         |           |           | Immel, Buchwald, Frontzeck, Schäfer, strehmel, Allgöwer, Basualdo, Gaudino, Hartmann, Hotic 74' ( Poschner), Walter RESERVEBANK: Poschner | Hiele, Brochard 55' ( Mulder), Nortan , Róth 77' ( Metgod), Troost, Blinker , Brands, Lokhoff, van Geel, Kiprich, Tebbenhoff RESERVEBANK: Mulder, Metgod |  |
| Stadion: Mercedes-Benz Arena, Stuttgart Toeschouwers: 22.000 Scheidsrechter: Hackett |                         |           |           | Immel, Buchwald, Frontzeck, Schäfer, strehmel, Allgöwer, Basualdo, Gaudino, Hartmann, Hotic 74' ( Poschner), Walter RESERVEBANK: Poschner | Hiele, Brochard 55' ( Mulder), Nortan , Róth 77' ( Metgod), Troost, Blinker , Brands, Lokhoff, van Geel, Kiprich, Tebbenhoff RESERVEBANK: Mulder, Metgod |  |
|                                                                                      |                         |           |           | | |  |

| dinsdag 19 september 1989 20:30 uur, Speelronde 7 Eredivisie                        | FC Den Bosch | 1-1 (1-0) | Feyenoord   | Opstelling FC Den Bosch | Opstelling Feyenoord |  |
| Stadion: Stadion De Vliert, Den Bosch Toeschouwers: 5.500 Scheidsrechter: van Vliet | 26' Barendse |           | 55' Kiprich | van Grinsven, Gösgens, Willems, van Eck, van der Linden, de Meijer, Barendse 76' ( van Cuijk), van der Hoeven , Grim, van Duren, van Schijndel 69' ( de Gier) RESERVEBANK: de Gier, van Cuijk | Hiele, Metgod, Róth, Troost, Blinker, Brands, Lokhoff, Mulder, van Geel, Kiprich 62' ( Wasiman), Tebbenhoff 76' ( Keur) RESERVEBANK: Wasiman, Keur |  |
| Stadion: Stadion De Vliert, Den Bosch Toeschouwers: 5.500 Scheidsrechter: van Vliet |              |           |             | van Grinsven, Gösgens, Willems, van Eck, van der Linden, de Meijer, Barendse 76' ( van Cuijk), van der Hoeven , Grim, van Duren, van Schijndel 69' ( de Gier) RESERVEBANK: de Gier, van Cuijk | Hiele, Metgod, Róth, Troost, Blinker, Brands, Lokhoff, Mulder, van Geel, Kiprich 62' ( Wasiman), Tebbenhoff 76' ( Keur) RESERVEBANK: Wasiman, Keur |  |
| Stadion: Stadion De Vliert, Den Bosch Toeschouwers: 5.500 Scheidsrechter: van Vliet |              |           |             | van Grinsven, Gösgens, Willems, van Eck, van der Linden, de Meijer, Barendse 76' ( van Cuijk), van der Hoeven , Grim, van Duren, van Schijndel 69' ( de Gier) RESERVEBANK: de Gier, van Cuijk | Hiele, Metgod, Róth, Troost, Blinker, Brands, Lokhoff, Mulder, van Geel, Kiprich 62' ( Wasiman), Tebbenhoff 76' ( Keur) RESERVEBANK: Wasiman, Keur |  |
|                                                                                     |              |           |             | | |  |

| zondag 24 september 1989 14:30 uur, Speelronde 8 Eredivisie             | Feyenoord                                | 4-1 (1-0) | Willem II | Opstelling Feyenoord | Opstelling Willem II |  |
| Stadion: De Kuip, Rotterdam Toeschouwers: 10.629 Scheidsrechter: Houben | 10' Metgod 61', 79' van Geel 74' Kiprich |           | 86' Godee | Hiele, Metgod, Roth 50' ( Nortan), Troost 46' ( Wasiman), Blinker, Brands, Lokhoff, Mulder, van Geel, Kiprich, Keur RESERVEBANK: Nortan | Jansen, Dijkstra 81' ( Latupeirissa), Werdekker, Wolffs 46' ( van der Borgt), van Gobbel, van de Ven, Brood, Feskens, Godee, Brocken, Loggie RESERVEBANK: van der Borgt, Latupeirissa |  |
| Stadion: De Kuip, Rotterdam Toeschouwers: 10.629 Scheidsrechter: Houben |                                          |           |           | Hiele, Metgod, Roth 50' ( Nortan), Troost 46' ( Wasiman), Blinker, Brands, Lokhoff, Mulder, van Geel, Kiprich, Keur RESERVEBANK: Nortan | Jansen, Dijkstra 81' ( Latupeirissa), Werdekker, Wolffs 46' ( van der Borgt), van Gobbel, van de Ven, Brood, Feskens, Godee, Brocken, Loggie RESERVEBANK: van der Borgt, Latupeirissa |  |
| Stadion: De Kuip, Rotterdam Toeschouwers: 10.629 Scheidsrechter: Houben |                                          |           |           | Hiele, Metgod, Roth 50' ( Nortan), Troost 46' ( Wasiman), Blinker, Brands, Lokhoff, Mulder, van Geel, Kiprich, Keur RESERVEBANK: Nortan | Jansen, Dijkstra 81' ( Latupeirissa), Werdekker, Wolffs 46' ( van der Borgt), van Gobbel, van de Ven, Brood, Feskens, Godee, Brocken, Loggie RESERVEBANK: van der Borgt, Latupeirissa |  |
|                                                                         |                                          |           |           | | |  |

| dinsdag 26 september 1989 20:30 uur, 1e ronde terugwedstrijd UEFA Cup            | Feyenoord            | 2-1 (1-0) | VfB Stuttgart    | Opstelling Feyenoord | Opstelling VfB Stuttgart |  |
| Stadion: De Kuip, Rotterdam Toeschouwers: 24.000 Scheidsrechter: Rosa dos Santos | 24', 54' (Pen.) Keur |           | 65' sigurvinsson | Hiele, Metgod, Nortan, Blinker 46' ( Smolarek), Brands, Lokhoff, van Geel, Wasiman 74' ( Brochard), Mulder, Kiprich, Keur RESERVEBANK: Smolarek | Immel, Buchwald, Frontzeck, Schäfer , Strehmel, Allgöwer, Basualdo 65' ( Sigurvinsson), Gaudino, Hartmann, Hotic , Walter 81' ( Schmäler) RESERVEBANK: Sigurvinsson, Schmäler |  |
| Stadion: De Kuip, Rotterdam Toeschouwers: 24.000 Scheidsrechter: Rosa dos Santos |                      |           |                  | Hiele, Metgod, Nortan, Blinker 46' ( Smolarek), Brands, Lokhoff, van Geel, Wasiman 74' ( Brochard), Mulder, Kiprich, Keur RESERVEBANK: Smolarek | Immel, Buchwald, Frontzeck, Schäfer , Strehmel, Allgöwer, Basualdo 65' ( Sigurvinsson), Gaudino, Hartmann, Hotic , Walter 81' ( Schmäler) RESERVEBANK: Sigurvinsson, Schmäler |  |
| Stadion: De Kuip, Rotterdam Toeschouwers: 24.000 Scheidsrechter: Rosa dos Santos |                      |           |                  | Hiele, Metgod, Nortan, Blinker 46' ( Smolarek), Brands, Lokhoff, van Geel, Wasiman 74' ( Brochard), Mulder, Kiprich, Keur RESERVEBANK: Smolarek | Immel, Buchwald, Frontzeck, Schäfer , Strehmel, Allgöwer, Basualdo 65' ( Sigurvinsson), Gaudino, Hartmann, Hotic , Walter 81' ( Schmäler) RESERVEBANK: Sigurvinsson, Schmäler |  |
|                                                                                  |                      |           |                  | | |  |

### Oktober
| woensdag 4 oktober 1989 20:30 uur, Speelronde 9 Eredivisie                    | Roda JC          | 2-0 (1-0) | Feyenoord | Opstelling Roda JC | Opstelling Feyenoord |  |
| Stadion: Kaalheide, Kerkrade Toeschouwers: 11.000 Scheidsrechter: van Swieten | 3', 51' van Loen |           |           | Bolesta, Broeders, Fraser, Hanssens, Verhagen 65' ( Senden), Diliberto, Groenendijk, van der Luer, Hofman, van Loen, van der Waart RESERVEBANK: Senden | Hiele, Metgod, Nortan, Róth 48' ( Brands), Troost, Blinker 54' ( Smolarek), Lokhoff, Wasiman, van Geel, Kiprich, Keur RESERVEBANK: Brands, Smolarek |  |
| Stadion: Kaalheide, Kerkrade Toeschouwers: 11.000 Scheidsrechter: van Swieten |                  |           |           | Bolesta, Broeders, Fraser, Hanssens, Verhagen 65' ( Senden), Diliberto, Groenendijk, van der Luer, Hofman, van Loen, van der Waart RESERVEBANK: Senden | Hiele, Metgod, Nortan, Róth 48' ( Brands), Troost, Blinker 54' ( Smolarek), Lokhoff, Wasiman, van Geel, Kiprich, Keur RESERVEBANK: Brands, Smolarek |  |
| Stadion: Kaalheide, Kerkrade Toeschouwers: 11.000 Scheidsrechter: van Swieten |                  |           |           | Bolesta, Broeders, Fraser, Hanssens, Verhagen 65' ( Senden), Diliberto, Groenendijk, van der Luer, Hofman, van Loen, van der Waart RESERVEBANK: Senden | Hiele, Metgod, Nortan, Róth 48' ( Brands), Troost, Blinker 54' ( Smolarek), Lokhoff, Wasiman, van Geel, Kiprich, Keur RESERVEBANK: Brands, Smolarek |  |
|                                                                               |                  |           |           | | |  |

| zondag 15 oktober 1989 14:30 uur, Speelronde 10 Eredivisie                | Feyenoord             | 2-1 (1-0) | NEC Nijmegen | Opstelling Feyenoord | Opstelling NEC Nijmegen |  |
| Stadion: De Kuip, Rotterdam Toeschouwers: 10.220 Scheidsrechter: Reygwart | 20' van Geel 71' Keur |           | 47' Gemert   | Hiele, Metgod, Roth, Troost, Blinker, Brands 72' ( Heus), Lokhoff 72' ( Smolarek), Mulder, van Geel, Kiprich, Keur RESERVEBANK: Smolarek | Brookhuis, Gemert 79' ( Abels), Paymans, van Wanrooy), Woudsma, Aalbers, Arts, Wijnhoven, Willemsen 46' ( Geurts), de Wit, Janssen RESERVEBANK: Geurts, Abels |  |
| Stadion: De Kuip, Rotterdam Toeschouwers: 10.220 Scheidsrechter: Reygwart |                       |           |              | Hiele, Metgod, Roth, Troost, Blinker, Brands 72' ( Heus), Lokhoff 72' ( Smolarek), Mulder, van Geel, Kiprich, Keur RESERVEBANK: Smolarek | Brookhuis, Gemert 79' ( Abels), Paymans, van Wanrooy), Woudsma, Aalbers, Arts, Wijnhoven, Willemsen 46' ( Geurts), de Wit, Janssen RESERVEBANK: Geurts, Abels |  |
| Stadion: De Kuip, Rotterdam Toeschouwers: 10.220 Scheidsrechter: Reygwart |                       |           |              | Hiele, Metgod, Roth, Troost, Blinker, Brands 72' ( Heus), Lokhoff 72' ( Smolarek), Mulder, van Geel, Kiprich, Keur RESERVEBANK: Smolarek | Brookhuis, Gemert 79' ( Abels), Paymans, van Wanrooy), Woudsma, Aalbers, Arts, Wijnhoven, Willemsen 46' ( Geurts), de Wit, Janssen RESERVEBANK: Geurts, Abels |  |
|                                                                           |                       |           |              | | |  |

| Zondag 22 oktober 1989 14:30 uur, Speelronde 11 Eredivisie                            | Ajax        | 1-1 (1-1) | Feyenoord    | Opstelling Ajax | Opstelling Feyenoord |  |
| Stadion: Stadion De Meer, Amsterdam Toeschouwers: 23.000 Scheidsrechter: Blankenstein | 20' Wouters |           | 41' Smolarek | Menzo, Blind, Larsson 75' ( Vink), Verkuyl, Winter, Witschge, Wouters, Bergkamp, Fischer, Willems 68' ( R. de Boer), van 't Schip RESERVEBANK: R. de Boer, Vink | Hiele, Heus, Metgod , Róth 77' ( Brochard), Troost, Blinker, Lokhoff, Mulder , van Geel, Kiprich 65' ( Nortan), Smolarek RESERVEBANK: Nortan, Brochard |  |
| Stadion: Stadion De Meer, Amsterdam Toeschouwers: 23.000 Scheidsrechter: Blankenstein |             |           |              | Menzo, Blind, Larsson 75' ( Vink), Verkuyl, Winter, Witschge, Wouters, Bergkamp, Fischer, Willems 68' ( R. de Boer), van 't Schip RESERVEBANK: R. de Boer, Vink | Hiele, Heus, Metgod , Róth 77' ( Brochard), Troost, Blinker, Lokhoff, Mulder , van Geel, Kiprich 65' ( Nortan), Smolarek RESERVEBANK: Nortan, Brochard |  |
| Stadion: Stadion De Meer, Amsterdam Toeschouwers: 23.000 Scheidsrechter: Blankenstein |             |           |              | Menzo, Blind, Larsson 75' ( Vink), Verkuyl, Winter, Witschge, Wouters, Bergkamp, Fischer, Willems 68' ( R. de Boer), van 't Schip RESERVEBANK: R. de Boer, Vink | Hiele, Heus, Metgod , Róth 77' ( Brochard), Troost, Blinker, Lokhoff, Mulder , van Geel, Kiprich 65' ( Nortan), Smolarek RESERVEBANK: Nortan, Brochard |  |
|                                                                                       |             |           |              | | |  |

### November
| woensdag 1 november 1989 20:30 uur, Speelronde 12 Eredivisie                | Feyenoord | 0-2 (0-1) | ADO Den Haag                  | Opstelling Feyenoord | Opstelling ADO Den Haag |  |
| Stadion: De Kuip, Rotterdam Toeschouwers: 1.500 Scheidsrechter: van Swieten |           |           | 7' Van der Laan 65' Lindenaar | Hiele, Brochard, Heus, Metgod 58' ( Blinker), Nortan, Roth, Troost, Lokhoff , Smolarek, Kiprich 38' ( Blackson), Keur RESERVEBANK: Blinker | Stam, Abbenhuis 46' ( Lindenaar, 88' ( Post), Adam, Gentile, Purvis, Lems, Otto, van Alphen, Hoekman, Danen, van der Laan RESERVEBANK: Lindenaar, Post |  |
| Stadion: De Kuip, Rotterdam Toeschouwers: 1.500 Scheidsrechter: van Swieten |           |           |                               | Hiele, Brochard, Heus, Metgod 58' ( Blinker), Nortan, Roth, Troost, Lokhoff , Smolarek, Kiprich 38' ( Blackson), Keur RESERVEBANK: Blinker | Stam, Abbenhuis 46' ( Lindenaar, 88' ( Post), Adam, Gentile, Purvis, Lems, Otto, van Alphen, Hoekman, Danen, van der Laan RESERVEBANK: Lindenaar, Post |  |
| Stadion: De Kuip, Rotterdam Toeschouwers: 1.500 Scheidsrechter: van Swieten |           |           |                               | Hiele, Brochard, Heus, Metgod 58' ( Blinker), Nortan, Roth, Troost, Lokhoff , Smolarek, Kiprich 38' ( Blackson), Keur RESERVEBANK: Blinker | Stam, Abbenhuis 46' ( Lindenaar, 88' ( Post), Adam, Gentile, Purvis, Lems, Otto, van Alphen, Hoekman, Danen, van der Laan RESERVEBANK: Lindenaar, Post |  |
|                                                                             |           |           |                               | | |  |

| Zondag 5 november 1989 14:30 uur, Speelronde 13 Eredivisie                    | Sparta Rotterdam     | 2-2 (1-1) | Feyenoord               | Opstelling Sparta Rotterdam | Opstelling Feyenoord |  |
| Stadion: Het Kasteel, Rotterdam Toeschouwers: 10.000 Scheidsrechter: Reygwart | 32' Valke 82' Polley |           | 33' Mulder 83' Smolarek | de Goey, Libregts 74' ( Polley), Louhenapessy, Snoei, Spork 58' ( Helder), Wijnberg, Luyten, Sandel, Valke, Houtman), Vurens RESERVEBANK: Helder, Polley | Hiele, Heus, Metgod, Róth, Troost 8' ( Brands), Blinker, Lokhoff, Mulder, van Geel 65' ( Nortan), Keur, Smolarek RESERVEBANK: Nortan, Brands |  |
| Stadion: Het Kasteel, Rotterdam Toeschouwers: 10.000 Scheidsrechter: Reygwart |                      |           |                         | de Goey, Libregts 74' ( Polley), Louhenapessy, Snoei, Spork 58' ( Helder), Wijnberg, Luyten, Sandel, Valke, Houtman), Vurens RESERVEBANK: Helder, Polley | Hiele, Heus, Metgod, Róth, Troost 8' ( Brands), Blinker, Lokhoff, Mulder, van Geel 65' ( Nortan), Keur, Smolarek RESERVEBANK: Nortan, Brands |  |
| Stadion: Het Kasteel, Rotterdam Toeschouwers: 10.000 Scheidsrechter: Reygwart |                      |           |                         | de Goey, Libregts 74' ( Polley), Louhenapessy, Snoei, Spork 58' ( Helder), Wijnberg, Luyten, Sandel, Valke, Houtman), Vurens RESERVEBANK: Helder, Polley | Hiele, Heus, Metgod, Róth, Troost 8' ( Brands), Blinker, Lokhoff, Mulder, van Geel 65' ( Nortan), Keur, Smolarek RESERVEBANK: Nortan, Brands |  |
|                                                                               |                      |           |                         | | |  |

| zondag 19 november 1989 14:30 uur, Speelronde 14 Eredivisie              | Feyenoord         | 2-3 (0-1) | FC Twente                           | Opstelling Feyenoord | Opstelling FC Twente |  |
| Stadion: De Kuip, Rotterdam Toeschouwers: 10.029 Scheidsrechter: Dolstra | 68', 78' van Geel |           | 44' Elzinga 70' Nielsen 80' Huistra | Hiele, Heus, Metgod , Roth 80', Troost 46' ( Blackson), Blinker, Lokhoff, Mulder , van Geel, Smolarek, Keur RESERVEBANK: Blackson | de Koning , Elzinga, Rutten , Zwijnenberg, Duif , Gaasbeek, Peeper , Steffensen 63' ( Karnebeek), Huistra 88' ( Dikken, Nielsen, Schmidt RESERVEBANK: Karnebeek, Dikken |  |
| Stadion: De Kuip, Rotterdam Toeschouwers: 10.029 Scheidsrechter: Dolstra |                   |           |                                     | Hiele, Heus, Metgod , Roth 80', Troost 46' ( Blackson), Blinker, Lokhoff, Mulder , van Geel, Smolarek, Keur RESERVEBANK: Blackson | de Koning , Elzinga, Rutten , Zwijnenberg, Duif , Gaasbeek, Peeper , Steffensen 63' ( Karnebeek), Huistra 88' ( Dikken, Nielsen, Schmidt RESERVEBANK: Karnebeek, Dikken |  |
| Stadion: De Kuip, Rotterdam Toeschouwers: 10.029 Scheidsrechter: Dolstra |                   |           |                                     | Hiele, Heus, Metgod , Roth 80', Troost 46' ( Blackson), Blinker, Lokhoff, Mulder , van Geel, Smolarek, Keur RESERVEBANK: Blackson | de Koning , Elzinga, Rutten , Zwijnenberg, Duif , Gaasbeek, Peeper , Steffensen 63' ( Karnebeek), Huistra 88' ( Dikken, Nielsen, Schmidt RESERVEBANK: Karnebeek, Dikken |  |
|                                                                          |                   |           |                                     | | |  |

| Zondag 26 november 1989 14:30 uur, Speelronde 15 Eredivisie                            | MVV Maastricht | 1-1 (1-0) | Feyenoord    | Opstelling MVV Maastricht | Opstelling Feyenoord |  |
| Stadion: Stadion De Geusselt, Maastricht Toeschouwers: 5.000 Scheidsrechter: Uilenberg | 1' Delahaye    |           | 72' van Geel | de Haan, Arts, C. Quaden, van Berge Henegouwen, Delahaye, Driessen, Lanckohr 87' ( M. Quaden), Linders, Uitman , Vincent, Verbeek RESERVEBANK: M. Quaden | Hiele, Heus, Nortan, Blinker , Brands, Lokhoff, Mulder 66' ( Blackson), van Geel, Keur, Kiprich, Smolarek RESERVEBANK: Blackson |  |
| Stadion: Stadion De Geusselt, Maastricht Toeschouwers: 5.000 Scheidsrechter: Uilenberg |                |           |              | de Haan, Arts, C. Quaden, van Berge Henegouwen, Delahaye, Driessen, Lanckohr 87' ( M. Quaden), Linders, Uitman , Vincent, Verbeek RESERVEBANK: M. Quaden | Hiele, Heus, Nortan, Blinker , Brands, Lokhoff, Mulder 66' ( Blackson), van Geel, Keur, Kiprich, Smolarek RESERVEBANK: Blackson |  |
| Stadion: Stadion De Geusselt, Maastricht Toeschouwers: 5.000 Scheidsrechter: Uilenberg |                |           |              | de Haan, Arts, C. Quaden, van Berge Henegouwen, Delahaye, Driessen, Lanckohr 87' ( M. Quaden), Linders, Uitman , Vincent, Verbeek RESERVEBANK: M. Quaden | Hiele, Heus, Nortan, Blinker , Brands, Lokhoff, Mulder 66' ( Blackson), van Geel, Keur, Kiprich, Smolarek RESERVEBANK: Blackson |  |
|                                                                                        |                |           |              | | |  |

### December
| zondag 3 december 1989 14:30 uur, Speelronde 16 Eredivisie                | Feyenoord                              | 4-0 (3-0) | PSV Eindhoven | Opstelling Feyenoord | Opstelling PSV Eindhoven |  |
| Stadion: De Kuip, Rotterdam Toeschouwers: 23.457 Scheidsrechter: Reygwart | 21' Kiprich 23' Smolarek 40', 68' Keur |           |               | Hiele, Heus, Metgod, Roth 75' ( Blackson), Troost, Brands, Lokhoff, van Geel, Kiprich, Smolarek 69' ( Blinker), Keur RESERVEBANK: Blackson | van Breukelen, Gerets, Koot , Nielsen, van Aerle, Heintze , Lerby , Linskens 46' ( Valckx), Ellerman, Kieft, Romário RESERVEBANK: Valckx |  |
| Stadion: De Kuip, Rotterdam Toeschouwers: 23.457 Scheidsrechter: Reygwart |                                        |           |               | Hiele, Heus, Metgod, Roth 75' ( Blackson), Troost, Brands, Lokhoff, van Geel, Kiprich, Smolarek 69' ( Blinker), Keur RESERVEBANK: Blackson | van Breukelen, Gerets, Koot , Nielsen, van Aerle, Heintze , Lerby , Linskens 46' ( Valckx), Ellerman, Kieft, Romário RESERVEBANK: Valckx |  |
| Stadion: De Kuip, Rotterdam Toeschouwers: 23.457 Scheidsrechter: Reygwart |                                        |           |               | Hiele, Heus, Metgod, Roth 75' ( Blackson), Troost, Brands, Lokhoff, van Geel, Kiprich, Smolarek 69' ( Blinker), Keur RESERVEBANK: Blackson | van Breukelen, Gerets, Koot , Nielsen, van Aerle, Heintze , Lerby , Linskens 46' ( Valckx), Ellerman, Kieft, Romário RESERVEBANK: Valckx |  |
|                                                                           |                                        |           |               | | |  |

| Zondag 10 december 1989 14:30 uur, Speelronde 17 Eredivisie                | FC Volendam              | 2-0 (0-0) | Feyenoord | Opstelling FC Volendam | Opstelling Feyenoord |  |
| Stadion: Kras Stadion, Volendam Toeschouwers: 9.000 Scheidsrechter: Luinge | 52' van Loon 81' Pastoor |           |           | Schilder, Bakker, Binken 66' ( Kromheer), Sier, Steltenpool, Vermes, Pastoor, Steur , van Loon, Berghuis, Zwarthoed RESERVEBANK: Kromheer | Hiele, Heus, Metgod, Troost, Blinker 17' ( Mulder), Brands, Lokhoff , van Geel 90', Keur, Kiprich, Smolarek 56' ( Blackson ) RESERVEBANK: Mulder, Blackson |  |
| Stadion: Kras Stadion, Volendam Toeschouwers: 9.000 Scheidsrechter: Luinge |                          |           |           | Schilder, Bakker, Binken 66' ( Kromheer), Sier, Steltenpool, Vermes, Pastoor, Steur , van Loon, Berghuis, Zwarthoed RESERVEBANK: Kromheer | Hiele, Heus, Metgod, Troost, Blinker 17' ( Mulder), Brands, Lokhoff , van Geel 90', Keur, Kiprich, Smolarek 56' ( Blackson ) RESERVEBANK: Mulder, Blackson |  |
| Stadion: Kras Stadion, Volendam Toeschouwers: 9.000 Scheidsrechter: Luinge |                          |           |           | Schilder, Bakker, Binken 66' ( Kromheer), Sier, Steltenpool, Vermes, Pastoor, Steur , van Loon, Berghuis, Zwarthoed RESERVEBANK: Kromheer | Hiele, Heus, Metgod, Troost, Blinker 17' ( Mulder), Brands, Lokhoff , van Geel 90', Keur, Kiprich, Smolarek 56' ( Blackson ) RESERVEBANK: Mulder, Blackson |  |
|                                                                            |                          |           |           | | |  |

| woensdag 13 december 1989 20:00 uur, 2e ronde KNVB beker | SV Spakenburg | 0-4 (0-0) | Feyenoord                               | Opstelling SV Spakenburg | Opstelling Feyenoord |
| Stadion: De Kuip, Rotterdam Toeschouwers: 3.136 Kok      |               |           | 9' Metgod 29', 75' van Geel 78' Kiprich |                          |                      |
| Stadion: De Kuip, Rotterdam Toeschouwers: 3.136 Kok      |               |           |                                         |                          |                      |
| Stadion: De Kuip, Rotterdam Toeschouwers: 3.136 Kok      |               |           |                                         |                          |                      |
|                                                          |               |           |                                         |                          |                      |

| Zondag 17 december 1989 14:30 uur, Speelronde 18 Eredivisie                        | RKC Waalwijk                          | 3-0 (1-0) | Feyenoord | Opstelling RKC Waalwijk | Opstelling Feyenoord |  |
| Stadion: Sportpark Olympia, Waalwijk Toeschouwers: 5.250 Scheidsrechter: van Vliet | 45' Jalink 50' de Wijs 73' van Hintum |           |           | Teeuwen, Bogers, Brard, Gouda, Hutten, Moore, van Hintum, Hoekstra, Jalink, Moniz 60' ( van de Wiel), de Wijs RESERVEBANK: van de Wiel | Hiele, Metgod, Schol, Troost, Brands, Krommendijk 72' ( Victoria), Lokhoff, Mulder, Keur, Kiprich, Smolarek RESERVEBANK: Victoria |  |
| Stadion: Sportpark Olympia, Waalwijk Toeschouwers: 5.250 Scheidsrechter: van Vliet |                                       |           |           | Teeuwen, Bogers, Brard, Gouda, Hutten, Moore, van Hintum, Hoekstra, Jalink, Moniz 60' ( van de Wiel), de Wijs RESERVEBANK: van de Wiel | Hiele, Metgod, Schol, Troost, Brands, Krommendijk 72' ( Victoria), Lokhoff, Mulder, Keur, Kiprich, Smolarek RESERVEBANK: Victoria |  |
| Stadion: Sportpark Olympia, Waalwijk Toeschouwers: 5.250 Scheidsrechter: van Vliet |                                       |           |           | Teeuwen, Bogers, Brard, Gouda, Hutten, Moore, van Hintum, Hoekstra, Jalink, Moniz 60' ( van de Wiel), de Wijs RESERVEBANK: van de Wiel | Hiele, Metgod, Schol, Troost, Brands, Krommendijk 72' ( Victoria), Lokhoff, Mulder, Keur, Kiprich, Smolarek RESERVEBANK: Victoria |  |
|                                                                                    |                                       |           |           | | |  |

### Januari
| woensdag 17 januari 1990 20:00 uur, 3e ronde KNVB beker                               | PSV Eindhoven          | 2-1 (1-1) | Feyenoord | Opstelling PSV Eindhoven                                                                              | Opstelling Feyenoord |  |
| Stadion: Philips Stadion, Eindhoven Toeschouwers: 19.500 Scheidsrechter: van der Ende | 15' Lerby 81' Ellerman |           | 31' Griga | van Breukelen, Gerets, Koot, Valckx, Nielsen, van Aerle, Vanenburg, Lerby, povlsen, Romário, Ellerman | Hiele, Lokhoff, Troost, Brands, Heus , Kiprich 84' ( van Geel), Metgod, Scholten, Blinker, Keur , Griga RESERVEBANK: van Geel |  |
| Stadion: Philips Stadion, Eindhoven Toeschouwers: 19.500 Scheidsrechter: van der Ende |                        |           |           | van Breukelen, Gerets, Koot, Valckx, Nielsen, van Aerle, Vanenburg, Lerby, povlsen, Romário, Ellerman | Hiele, Lokhoff, Troost, Brands, Heus , Kiprich 84' ( van Geel), Metgod, Scholten, Blinker, Keur , Griga RESERVEBANK: van Geel |  |
| Stadion: Philips Stadion, Eindhoven Toeschouwers: 19.500 Scheidsrechter: van der Ende |                        |           |           | van Breukelen, Gerets, Koot, Valckx, Nielsen, van Aerle, Vanenburg, Lerby, povlsen, Romário, Ellerman | Hiele, Lokhoff, Troost, Brands, Heus , Kiprich 84' ( van Geel), Metgod, Scholten, Blinker, Keur , Griga RESERVEBANK: van Geel |  |
|                                                                                       |                        |           |           | | |  |

| zondag 21 januari 1990 14:30 uur, Speelronde 19 Eredivisie              | Feyenoord | 0-0 (0-0) | FC Utrecht | Opstelling Feyenoord | Opstelling FC Utrecht |  |
| Stadion: De Kuip, Rotterdam Toeschouwers: 13.020 Scheidsrechter: Bakker |           |           |            | Hiele, Heus, Metgod, Troost, Blinker 69' ( van Geel), Brands, Lokhoff, Scholten, Kiprich, Griga, Keur RESERVEBANK: van Geel | van Ede, Roest, Steinmann, Verrips, de Kock, Adelaar, Alflen , Young , Boogers 75' ( de Kruyff), Moore, Smolarek RESERVEBANK: de Kruyff |  |
| Stadion: De Kuip, Rotterdam Toeschouwers: 13.020 Scheidsrechter: Bakker |           |           |            | Hiele, Heus, Metgod, Troost, Blinker 69' ( van Geel), Brands, Lokhoff, Scholten, Kiprich, Griga, Keur RESERVEBANK: van Geel | van Ede, Roest, Steinmann, Verrips, de Kock, Adelaar, Alflen , Young , Boogers 75' ( de Kruyff), Moore, Smolarek RESERVEBANK: de Kruyff |  |
| Stadion: De Kuip, Rotterdam Toeschouwers: 13.020 Scheidsrechter: Bakker |           |           |            | Hiele, Heus, Metgod, Troost, Blinker 69' ( van Geel), Brands, Lokhoff, Scholten, Kiprich, Griga, Keur RESERVEBANK: van Geel | van Ede, Roest, Steinmann, Verrips, de Kock, Adelaar, Alflen , Young , Boogers 75' ( de Kruyff), Moore, Smolarek RESERVEBANK: de Kruyff |  |
|                                                                         |           |           |            | | |  |

| Zondag 31 januari 1990 14:30 uur, Speelronde 20 Eredivisie                     | Fortuna Sittard | 1-1 (1-0) | Feyenoord | Opstelling Fortuna Sittard | Opstelling Feyenoord |  |
| Stadion: De Baandert, Sittard Toeschouwers: 5.500 Scheidsrechter: van der Niet | 44' Custers     |           | 89' Griga | Hesp, Boessen, Duut, Frijns, Maessen, Brusselers 78' ( Mordang), Liesdek, Sneekes 78' ( de Vries), Clayton, Custers, van Helmond RESERVEBANK: de Vries, Mordang | Hiele, Ruud Heus, Metgod, Troost, Regi Blinker, Brands, Lokhoff, Scholten, van Geel, Kiprich 78' ( Nortan) 89' ( Brochard), Griga RESERVEBANK: Nortan, Brochard |  |
| Stadion: De Baandert, Sittard Toeschouwers: 5.500 Scheidsrechter: van der Niet |                 |           |           | Hesp, Boessen, Duut, Frijns, Maessen, Brusselers 78' ( Mordang), Liesdek, Sneekes 78' ( de Vries), Clayton, Custers, van Helmond RESERVEBANK: de Vries, Mordang | Hiele, Ruud Heus, Metgod, Troost, Regi Blinker, Brands, Lokhoff, Scholten, van Geel, Kiprich 78' ( Nortan) 89' ( Brochard), Griga RESERVEBANK: Nortan, Brochard |  |
| Stadion: De Baandert, Sittard Toeschouwers: 5.500 Scheidsrechter: van der Niet |                 |           |           | Hesp, Boessen, Duut, Frijns, Maessen, Brusselers 78' ( Mordang), Liesdek, Sneekes 78' ( de Vries), Clayton, Custers, van Helmond RESERVEBANK: de Vries, Mordang | Hiele, Ruud Heus, Metgod, Troost, Regi Blinker, Brands, Lokhoff, Scholten, van Geel, Kiprich 78' ( Nortan) 89' ( Brochard), Griga RESERVEBANK: Nortan, Brochard |  |
|                                                                                |                 |           |           | | |  |

### Februari
| zondag 4 februari 1990 14:30 uur, Speelronde 21 Eredivisie                | Feyenoord | 0-0 (0-0) | Vitesse | Opstelling Feyenoord                                                                        | Opstelling Vitesse |  |
| Stadion: De Kuip, Rotterdam Toeschouwers: 16.032 Scheidsrechter: Reygwart |           |           |         | Hiele, Heus , Metgod, Troost , Blinker, Brands, Lokhoff, Scholten, van Geel, Griga, Kiprich | van der Gouw, Straal, Sturing, Vermeulen, Laamers, Thijssen, van den Brom, Eijer, Hilgers, Latuheru 38' ( Koolhof), van Arum RESERVEBANK: Koolhof |  |
| Stadion: De Kuip, Rotterdam Toeschouwers: 16.032 Scheidsrechter: Reygwart |           |           |         | Hiele, Heus , Metgod, Troost , Blinker, Brands, Lokhoff, Scholten, van Geel, Griga, Kiprich | van der Gouw, Straal, Sturing, Vermeulen, Laamers, Thijssen, van den Brom, Eijer, Hilgers, Latuheru 38' ( Koolhof), van Arum RESERVEBANK: Koolhof |  |
| Stadion: De Kuip, Rotterdam Toeschouwers: 16.032 Scheidsrechter: Reygwart |           |           |         | Hiele, Heus , Metgod, Troost , Blinker, Brands, Lokhoff, Scholten, van Geel, Griga, Kiprich | van der Gouw, Straal, Sturing, Vermeulen, Laamers, Thijssen, van den Brom, Eijer, Hilgers, Latuheru 38' ( Koolhof), van Arum RESERVEBANK: Koolhof |  |
|                                                                           |           |           |         |                                                                                             | |  |

| zondag 11 februari 1990 14:30 uur, Speelronde 22 Eredivisie            | Feyenoord                            | 5-0 (2-0) | HFC Haarlem | Opstelling Feyenoord | Opstelling HFC Haarlem |  |
| Stadion: De Kuip, Rotterdam Toeschouwers: 9.714 Scheidsrechter: Houben | 21', 64', 88' van Geel 33', 78' Keur |           |             | Hiele, Metgod, Blinker 72' ( Plomp), Brands, Lokhoff, Mulder, Scholten, van Geel, Griga, Keur, Kiprich 72' ( Nortan) RESERVEBANK: Plomp | Metgod, Koffijberg, Numan, Stafleu 72' ( de Jong), Dikstaal, Looijer 61' ( Sion), Trustfull, Matthaei, Holverda, Purperhart, van Roon RESERVEBANK: Sion, de Jong |  |
| Stadion: De Kuip, Rotterdam Toeschouwers: 9.714 Scheidsrechter: Houben |                                      |           |             | Hiele, Metgod, Blinker 72' ( Plomp), Brands, Lokhoff, Mulder, Scholten, van Geel, Griga, Keur, Kiprich 72' ( Nortan) RESERVEBANK: Plomp | Metgod, Koffijberg, Numan, Stafleu 72' ( de Jong), Dikstaal, Looijer 61' ( Sion), Trustfull, Matthaei, Holverda, Purperhart, van Roon RESERVEBANK: Sion, de Jong |  |
| Stadion: De Kuip, Rotterdam Toeschouwers: 9.714 Scheidsrechter: Houben |                                      |           |             | Hiele, Metgod, Blinker 72' ( Plomp), Brands, Lokhoff, Mulder, Scholten, van Geel, Griga, Keur, Kiprich 72' ( Nortan) RESERVEBANK: Plomp | Metgod, Koffijberg, Numan, Stafleu 72' ( de Jong), Dikstaal, Looijer 61' ( Sion), Trustfull, Matthaei, Holverda, Purperhart, van Roon RESERVEBANK: Sion, de Jong |  |
|                                                                        |                                      |           |             | | |  |

| Zondag 18 februari 1990 14:30 uur, Speelronde 23 Eredivisie                            | FC Groningen                                 | 3-3 (0-1) | Feyenoord                   | Opstelling FC Groningen | Opstelling Feyenoord |  |
| Stadion: Stadion Oosterpark, Groningen Toeschouwers: 9.000 Scheidsrechter: van Swieten | 58' Eijkelkamp 70' van der Duin 74' Roossien |           | 10', 82' Kiprich 56' Metgod | Lodewijks, Veenhof, Wilson, van Dijk, Holband, Olde Riekerink, Roossien, Weering 20' ( Elzinga), van der Duin, Eijkelkamp, Meijer RESERVEBANK: Elzinga | Hiele, Heus, Metgod, Troost, Regi Blinker, Brands, Lokhoff, Scholten, Keur, Kiprich, Griga 77' ( van Geel) RESERVEBANK: van Geel |  |
| Stadion: Stadion Oosterpark, Groningen Toeschouwers: 9.000 Scheidsrechter: van Swieten |                                              |           |                             | Lodewijks, Veenhof, Wilson, van Dijk, Holband, Olde Riekerink, Roossien, Weering 20' ( Elzinga), van der Duin, Eijkelkamp, Meijer RESERVEBANK: Elzinga | Hiele, Heus, Metgod, Troost, Regi Blinker, Brands, Lokhoff, Scholten, Keur, Kiprich, Griga 77' ( van Geel) RESERVEBANK: van Geel |  |
| Stadion: Stadion Oosterpark, Groningen Toeschouwers: 9.000 Scheidsrechter: van Swieten |                                              |           |                             | Lodewijks, Veenhof, Wilson, van Dijk, Holband, Olde Riekerink, Roossien, Weering 20' ( Elzinga), van der Duin, Eijkelkamp, Meijer RESERVEBANK: Elzinga | Hiele, Heus, Metgod, Troost, Regi Blinker, Brands, Lokhoff, Scholten, Keur, Kiprich, Griga 77' ( van Geel) RESERVEBANK: van Geel |  |
|                                                                                        |                                              |           |                             | | |  |

### Maart
| zondag 4 maart 1990 14:30 uur, Speelronde 24 Eredivisie                      | Feyenoord           | 2-0 (1-0) | FC Den Bosch | Opstelling Feyenoord | Opstelling FC Den Bosch |  |
| Stadion: De Kuip, Rotterdam Toeschouwers: 8.907 Scheidsrechter: van der Niet | 43' Keur 60' Brands |           |              | Hiele, Brochard, Heus 65' ( Nortan), Plomp, Blinker, Brands, Lokhoff, Scholten, Keur, Griga, Kiprich 65' ( Blackson) RESERVEBANK: Nortan | van Grinsven, Bults, Goossens, Gösgens, Willems , van Eck, van der Linden, de Meijer , Barendse, van Duren, van de Wiel 70' ( de Gier) RESERVEBANK: de Gier |  |
| Stadion: De Kuip, Rotterdam Toeschouwers: 8.907 Scheidsrechter: van der Niet |                     |           |              | Hiele, Brochard, Heus 65' ( Nortan), Plomp, Blinker, Brands, Lokhoff, Scholten, Keur, Griga, Kiprich 65' ( Blackson) RESERVEBANK: Nortan | van Grinsven, Bults, Goossens, Gösgens, Willems , van Eck, van der Linden, de Meijer , Barendse, van Duren, van de Wiel 70' ( de Gier) RESERVEBANK: de Gier |  |
| Stadion: De Kuip, Rotterdam Toeschouwers: 8.907 Scheidsrechter: van der Niet |                     |           |              | Hiele, Brochard, Heus 65' ( Nortan), Plomp, Blinker, Brands, Lokhoff, Scholten, Keur, Griga, Kiprich 65' ( Blackson) RESERVEBANK: Nortan | van Grinsven, Bults, Goossens, Gösgens, Willems , van Eck, van der Linden, de Meijer , Barendse, van Duren, van de Wiel 70' ( de Gier) RESERVEBANK: de Gier |  |
|                                                                              |                     |           |              | | |  |

| Zondag 11 maart 1990 14:30 uur, Speelronde 25 Eredivisie                                | Willem II | 0-1 (0-1) | Feyenoord | Opstelling Willem II | Opstelling Feyenoord |  |
| Stadion: Gemeentelijk Sportpark, Tilburg Toeschouwers: 10.000 Scheidsrechter: van Vliet |           |           | 21' Griga | Jansen, Dijkstra, Mallien, Veldman, Wolffs 60' ( Godee), van de Ven, Feskens, van Geel, Brocken, Loggie, de Roode 65' ( van der Borgt) RESERVEBANK: Godee, van der Borgt | Hiele, Brochard, Heus, Metgod, Nortan, Plomp, Lokhoff, Scholten, Keur, Kiprich 36' ( Blinker), Griga RESERVEBANK: Blinker |  |
| Stadion: Gemeentelijk Sportpark, Tilburg Toeschouwers: 10.000 Scheidsrechter: van Vliet |           |           |           | Jansen, Dijkstra, Mallien, Veldman, Wolffs 60' ( Godee), van de Ven, Feskens, van Geel, Brocken, Loggie, de Roode 65' ( van der Borgt) RESERVEBANK: Godee, van der Borgt | Hiele, Brochard, Heus, Metgod, Nortan, Plomp, Lokhoff, Scholten, Keur, Kiprich 36' ( Blinker), Griga RESERVEBANK: Blinker |  |
| Stadion: Gemeentelijk Sportpark, Tilburg Toeschouwers: 10.000 Scheidsrechter: van Vliet |           |           |           | Jansen, Dijkstra, Mallien, Veldman, Wolffs 60' ( Godee), van de Ven, Feskens, van Geel, Brocken, Loggie, de Roode 65' ( van der Borgt) RESERVEBANK: Godee, van der Borgt | Hiele, Brochard, Heus, Metgod, Nortan, Plomp, Lokhoff, Scholten, Keur, Kiprich 36' ( Blinker), Griga RESERVEBANK: Blinker |  |
|                                                                                         |           |           |           | | |  |

| zondag 18 maart 1990 14:30 uur, Speelronde 26 Eredivisie                   | Feyenoord                 | 2-2 (1-2) | Roda JC                 | Opstelling Feyenoord                                                                  | Opstelling Roda JC |  |
| Stadion: De Kuip, Rotterdam Toeschouwers: 13.139 Scheidsrechter: Uilenberg | 26' Scholten 62' Brochard |           | 12' Hofman 37' van Loen | Hiele, Brochard, Heus, Metgod , Nortan, Plomp, Brands, Lokhoff, Scholten, Griga, Keur | Bolesta, Broeders, Fraser, Hanssens, Trost 89' ( Boere), Verhagen, Diliberto, Blättler 78' ( Senden), van der Luer, Hofman, van Loen RESERVEBANK: Senden, Boere |  |
| Stadion: De Kuip, Rotterdam Toeschouwers: 13.139 Scheidsrechter: Uilenberg |                           |           |                         | Hiele, Brochard, Heus, Metgod , Nortan, Plomp, Brands, Lokhoff, Scholten, Griga, Keur | Bolesta, Broeders, Fraser, Hanssens, Trost 89' ( Boere), Verhagen, Diliberto, Blättler 78' ( Senden), van der Luer, Hofman, van Loen RESERVEBANK: Senden, Boere |  |
| Stadion: De Kuip, Rotterdam Toeschouwers: 13.139 Scheidsrechter: Uilenberg |                           |           |                         | Hiele, Brochard, Heus, Metgod , Nortan, Plomp, Brands, Lokhoff, Scholten, Griga, Keur | Bolesta, Broeders, Fraser, Hanssens, Trost 89' ( Boere), Verhagen, Diliberto, Blättler 78' ( Senden), van der Luer, Hofman, van Loen RESERVEBANK: Senden, Boere |  |
|                                                                            |                           |           |                         |                                                                                       | |  |

| Zondag 25 maart 1990 14:30 uur, Speelronde 27 Eredivisie                     | NEC Nijmegen | 0-0 (0-0) | Feyenoord | Opstelling NEC Nijmegen | Opstelling Feyenoord |  |
| Stadion: Goffertstadion, Nijmegen Toeschouwers: 7.500 Scheidsrechter: Houben |              |           |           | Brookhuis, Gemert , Lok, Paymans, van Wanrooy, van der Gaag, Arts, Koolen 46' ( Janssen), Wijnhoven, Sánchez Torres, Mitchell RESERVEBANK: Janssen | Hiele, Brochard 66' ( Blinker), Heus, Metgod, Nortan, Plomp, Lokhoff, Scholten, Brands, Keur, Griga RESERVEBANK: Blinker |  |
| Stadion: Goffertstadion, Nijmegen Toeschouwers: 7.500 Scheidsrechter: Houben |              |           |           | Brookhuis, Gemert , Lok, Paymans, van Wanrooy, van der Gaag, Arts, Koolen 46' ( Janssen), Wijnhoven, Sánchez Torres, Mitchell RESERVEBANK: Janssen | Hiele, Brochard 66' ( Blinker), Heus, Metgod, Nortan, Plomp, Lokhoff, Scholten, Brands, Keur, Griga RESERVEBANK: Blinker |  |
| Stadion: Goffertstadion, Nijmegen Toeschouwers: 7.500 Scheidsrechter: Houben |              |           |           | Brookhuis, Gemert , Lok, Paymans, van Wanrooy, van der Gaag, Arts, Koolen 46' ( Janssen), Wijnhoven, Sánchez Torres, Mitchell RESERVEBANK: Janssen | Hiele, Brochard 66' ( Blinker), Heus, Metgod, Nortan, Plomp, Lokhoff, Scholten, Brands, Keur, Griga RESERVEBANK: Blinker |  |
|                                                                              |              |           |           | | |  |

### April
| zondag 1 april 1990 14:30 uur, Speelronde 28 Eredivisie                       | Feyenoord | 0-1 (0-0) | Ajax Amsterdam | Opstelling Feyenoord                                                                 | Opstelling Ajax Amsterdam |  |
| Stadion: De Kuip, Rotterdam Toeschouwers: 42.860 Scheidsrechter: Blankenstein |           |           | 47' Bergkamp   | Hiele, Heus, Metgod, Nortan, Plomp, Blinker, Brands, Lokhoff , Scholten, Griga, Keur | Menzo, Blind, Larsson , Verkuijl, Jonk 46' ( Bergkamp), Winter, Witschge , Wouters, Pettersson, Roy 77' ( F. de Boer), van 't Schip RESERVEBANK: Bergkamp, F. de Boer |  |
| Stadion: De Kuip, Rotterdam Toeschouwers: 42.860 Scheidsrechter: Blankenstein |           |           |                | Hiele, Heus, Metgod, Nortan, Plomp, Blinker, Brands, Lokhoff , Scholten, Griga, Keur | Menzo, Blind, Larsson , Verkuijl, Jonk 46' ( Bergkamp), Winter, Witschge , Wouters, Pettersson, Roy 77' ( F. de Boer), van 't Schip RESERVEBANK: Bergkamp, F. de Boer |  |
| Stadion: De Kuip, Rotterdam Toeschouwers: 42.860 Scheidsrechter: Blankenstein |           |           |                | Hiele, Heus, Metgod, Nortan, Plomp, Blinker, Brands, Lokhoff , Scholten, Griga, Keur | Menzo, Blind, Larsson , Verkuijl, Jonk 46' ( Bergkamp), Winter, Witschge , Wouters, Pettersson, Roy 77' ( F. de Boer), van 't Schip RESERVEBANK: Bergkamp, F. de Boer |  |
|                                                                               |           |           |                |                                                                                      | |  |

| Zondag 8 april 1990 14:30 uur, Speelronde 29 Eredivisie                            | FC Den Haag                    | 2-0 (1-0) | Feyenoord | Opstelling FC Den Haag | Opstelling Feyenoord |  |
| Stadion: Zuiderparkstadion, Den Haag Toeschouwers: 14.000 Scheidsrechter: Reygwart | 27' van der Laan 55' Lindenaar |           |           | de Jongh, Abbenhuis 46' ( Lindenaar), Gentile, van Oosten , Lems, Otto, Schellevis, Tsjin A Soe, Danen, Grünholz 82' ( Torken), van der Laan RESERVEBANK: Lindenaar, Torken | Hiele, Brochard, Heus, Metgod, Nortan, Blinker, Lokhoff, Scholten, Brands, van der Plas 61' ( Krommendijk), Griga RESERVEBANK: Krommendijk |  |
| Stadion: Zuiderparkstadion, Den Haag Toeschouwers: 14.000 Scheidsrechter: Reygwart |                                |           |           | de Jongh, Abbenhuis 46' ( Lindenaar), Gentile, van Oosten , Lems, Otto, Schellevis, Tsjin A Soe, Danen, Grünholz 82' ( Torken), van der Laan RESERVEBANK: Lindenaar, Torken | Hiele, Brochard, Heus, Metgod, Nortan, Blinker, Lokhoff, Scholten, Brands, van der Plas 61' ( Krommendijk), Griga RESERVEBANK: Krommendijk |  |
| Stadion: Zuiderparkstadion, Den Haag Toeschouwers: 14.000 Scheidsrechter: Reygwart |                                |           |           | de Jongh, Abbenhuis 46' ( Lindenaar), Gentile, van Oosten , Lems, Otto, Schellevis, Tsjin A Soe, Danen, Grünholz 82' ( Torken), van der Laan RESERVEBANK: Lindenaar, Torken | Hiele, Brochard, Heus, Metgod, Nortan, Blinker, Lokhoff, Scholten, Brands, van der Plas 61' ( Krommendijk), Griga RESERVEBANK: Krommendijk |  |
|                                                                                    |                                |           |           | | |  |

| zaterdag 14 april 1990 20:30 uur, Speelronde 30 Eredivisie                   | Feyenoord                                                       | 6-1 (0-0) | Sparta Rotterdam | Opstelling Feyenoord | Opstelling Sparta Rotterdam |  |
| Stadion: De Kuip, Rotterdam Toeschouwers: 12.607 Scheidsrechter: van Swieten | 53' Blinker 63', 68' Keur 69' Krommendijk 72' Lokhoff 90' Griga |           | 50' Polley       | Hiele, Brochard 75' ( Plomp), Heus, Metgod, Nortan , Blinker, Brands, Lokhoff , Scholten, Krommendijk 75' ( Griga), Keur RESERVEBANK: Griga | de Goeij, Sas, Schuurhuizen 42' ( van den Berg), Snoei, Spork, Roembiak, Sandel 56' ( de Nooijer), Houtman, Polley, Vurens, van der Gijp RESERVEBANK: van den Berg, de Nooijer |  |
| Stadion: De Kuip, Rotterdam Toeschouwers: 12.607 Scheidsrechter: van Swieten |                                                                 |           |                  | Hiele, Brochard 75' ( Plomp), Heus, Metgod, Nortan , Blinker, Brands, Lokhoff , Scholten, Krommendijk 75' ( Griga), Keur RESERVEBANK: Griga | de Goeij, Sas, Schuurhuizen 42' ( van den Berg), Snoei, Spork, Roembiak, Sandel 56' ( de Nooijer), Houtman, Polley, Vurens, van der Gijp RESERVEBANK: van den Berg, de Nooijer |  |
| Stadion: De Kuip, Rotterdam Toeschouwers: 12.607 Scheidsrechter: van Swieten |                                                                 |           |                  | Hiele, Brochard 75' ( Plomp), Heus, Metgod, Nortan , Blinker, Brands, Lokhoff , Scholten, Krommendijk 75' ( Griga), Keur RESERVEBANK: Griga | de Goeij, Sas, Schuurhuizen 42' ( van den Berg), Snoei, Spork, Roembiak, Sandel 56' ( de Nooijer), Houtman, Polley, Vurens, van der Gijp RESERVEBANK: van den Berg, de Nooijer |  |
|                                                                              |                                                                 |           |                  | | |  |

| Maandag 16 april 1990 20:30 uur, Speelronde 31 Eredivisie                         | FC Twente   | 1-0 (1-0) | Feyenoord | Opstelling FC Twente | Opstelling Feyenoord |  |
| Stadion: Stadion Het Diekman, Enschede Toeschouwers: 9.500 Scheidsrechter: Luinge | 45' Nielsen |           |           | de Koning, Elzinga, Karnebeek, Postma 26' ( Dikken), Rutten , ten Hag 66' ( de Boer), Gaasbeek, ter Avest, Huistra, Nielsen, Schmidt RESERVEBANK: Dikken, de Boer | Hiele, Brochard 45' ( Plomp), Heus, Metgod, Nortan, Blinker, Brands, Krommendijk 58' ( Griga), Lokhoff, Scholten, Keur RESERVEBANK: Plomp, Griga |  |
| Stadion: Stadion Het Diekman, Enschede Toeschouwers: 9.500 Scheidsrechter: Luinge |             |           |           | de Koning, Elzinga, Karnebeek, Postma 26' ( Dikken), Rutten , ten Hag 66' ( de Boer), Gaasbeek, ter Avest, Huistra, Nielsen, Schmidt RESERVEBANK: Dikken, de Boer | Hiele, Brochard 45' ( Plomp), Heus, Metgod, Nortan, Blinker, Brands, Krommendijk 58' ( Griga), Lokhoff, Scholten, Keur RESERVEBANK: Plomp, Griga |  |
| Stadion: Stadion Het Diekman, Enschede Toeschouwers: 9.500 Scheidsrechter: Luinge |             |           |           | de Koning, Elzinga, Karnebeek, Postma 26' ( Dikken), Rutten , ten Hag 66' ( de Boer), Gaasbeek, ter Avest, Huistra, Nielsen, Schmidt RESERVEBANK: Dikken, de Boer | Hiele, Brochard 45' ( Plomp), Heus, Metgod, Nortan, Blinker, Brands, Krommendijk 58' ( Griga), Lokhoff, Scholten, Keur RESERVEBANK: Plomp, Griga |  |
|                                                                                   |             |           |           | | |  |

| zondag 22 april 1990 14:30 uur, Speelronde 32 Eredivisie            | Feyenoord             | 2-0 (0-0) | MVV Maastricht | Opstelling Feyenoord | Opstelling MVV Maastricht |  |
| Stadion: De Kuip, Rotterdam Toeschouwers: 7.036 Scheidsrechter: Kok | 51' Keur 71' Scholten |           |                | Hiele, Brochard, Heus, Metgod, Blinker, Brands, Krommendijk 71' ( Plomp), Lokhoff, Scholten, Keur, Kiprich 65' ( Griga) RESERVEBANK: Griga, Plomp | de Haan, Benneker, Quaden 69' ( Uitman), van Berge Henegouwen, Delahaije 69' ( François), Driessen, Lanckohr, Linders, Vincent, Verbeek, Smeets RESERVEBANK: François, Uitman |  |
| Stadion: De Kuip, Rotterdam Toeschouwers: 7.036 Scheidsrechter: Kok |                       |           |                | Hiele, Brochard, Heus, Metgod, Blinker, Brands, Krommendijk 71' ( Plomp), Lokhoff, Scholten, Keur, Kiprich 65' ( Griga) RESERVEBANK: Griga, Plomp | de Haan, Benneker, Quaden 69' ( Uitman), van Berge Henegouwen, Delahaije 69' ( François), Driessen, Lanckohr, Linders, Vincent, Verbeek, Smeets RESERVEBANK: François, Uitman |  |
| Stadion: De Kuip, Rotterdam Toeschouwers: 7.036 Scheidsrechter: Kok |                       |           |                | Hiele, Brochard, Heus, Metgod, Blinker, Brands, Krommendijk 71' ( Plomp), Lokhoff, Scholten, Keur, Kiprich 65' ( Griga) RESERVEBANK: Griga, Plomp | de Haan, Benneker, Quaden 69' ( Uitman), van Berge Henegouwen, Delahaije 69' ( François), Driessen, Lanckohr, Linders, Vincent, Verbeek, Smeets RESERVEBANK: François, Uitman |  |
|                                                                     |                       |           |                | | |  |

| zondag 29 april 1990 14:30 uur, Speelronde 33 Eredivisie                              | PSV Eindhoven | 1-1 (0-0) | Feyenoord  | Opstelling PSV Eindhoven | Opstelling Feyenoord |  |
| Stadion: Philips Stadion, Eindhoven Toeschouwers: 26.500 Scheidsrechter: Blankenstein | 46' Kieft     |           | 53' Metgod | van Breukelen, Gerets, Nielsen, Valckx, Heintze, Boerebach 72' ( Koot), Lerby, Linskens 72' ( Bwalya), Vanenburg, Kieft, Povlsen RESERVEBANK: Bwalya, Koot | Hiele, Heus , Metgod, Nortan, Plomp 66' ( van Gobbel), Blinker , Brands, Krommendijk 72' ( Griga), Lokhoff, Scholten, Keur RESERVEBANK: van Gobbel, Griga |  |
| Stadion: Philips Stadion, Eindhoven Toeschouwers: 26.500 Scheidsrechter: Blankenstein |               |           |            | van Breukelen, Gerets, Nielsen, Valckx, Heintze, Boerebach 72' ( Koot), Lerby, Linskens 72' ( Bwalya), Vanenburg, Kieft, Povlsen RESERVEBANK: Bwalya, Koot | Hiele, Heus , Metgod, Nortan, Plomp 66' ( van Gobbel), Blinker , Brands, Krommendijk 72' ( Griga), Lokhoff, Scholten, Keur RESERVEBANK: van Gobbel, Griga |  |
| Stadion: Philips Stadion, Eindhoven Toeschouwers: 26.500 Scheidsrechter: Blankenstein |               |           |            | van Breukelen, Gerets, Nielsen, Valckx, Heintze, Boerebach 72' ( Koot), Lerby, Linskens 72' ( Bwalya), Vanenburg, Kieft, Povlsen RESERVEBANK: Bwalya, Koot | Hiele, Heus , Metgod, Nortan, Plomp 66' ( van Gobbel), Blinker , Brands, Krommendijk 72' ( Griga), Lokhoff, Scholten, Keur RESERVEBANK: van Gobbel, Griga |  |
|                                                                                       |               |           |            | | |  |

### Mei
| zondag 6 mei 1990 14:30 uur, Speelronde 34 Eredivisie                        | Feyenoord                                    | 5-0 (2-0) | RKC Waalwijk | Opstelling Feyenoord | Opstelling RKC Waalwijk |  |
| Stadion: De Kuip, Rotterdam Toeschouwers: 7.422 Scheidsrechter: van der Niet | 9', 24', 52' Keur 63' Krommendijk 72' Metgod |           |              | Hiele, Heus 62' ( Brochard), Metgod, Nortan, van Gobbel, Brands, Krommendijk, Lokhoff, Scholten, Griga 69' ( Kiprich), Keur RESERVEBANK: Brochard, Kiprich | Teeuwen, Bogers, Brard, Joore , van Hintum, van Hoogdalem, Hoekstra, Moniz, van der Heijden 66' ( van de Wiel), Treffers, de Wijs RESERVEBANK: van de Wiel |  |
| Stadion: De Kuip, Rotterdam Toeschouwers: 7.422 Scheidsrechter: van der Niet |                                              |           |              | Hiele, Heus 62' ( Brochard), Metgod, Nortan, van Gobbel, Brands, Krommendijk, Lokhoff, Scholten, Griga 69' ( Kiprich), Keur RESERVEBANK: Brochard, Kiprich | Teeuwen, Bogers, Brard, Joore , van Hintum, van Hoogdalem, Hoekstra, Moniz, van der Heijden 66' ( van de Wiel), Treffers, de Wijs RESERVEBANK: van de Wiel |  |
| Stadion: De Kuip, Rotterdam Toeschouwers: 7.422 Scheidsrechter: van der Niet |                                              |           |              | Hiele, Heus 62' ( Brochard), Metgod, Nortan, van Gobbel, Brands, Krommendijk, Lokhoff, Scholten, Griga 69' ( Kiprich), Keur RESERVEBANK: Brochard, Kiprich | Teeuwen, Bogers, Brard, Joore , van Hintum, van Hoogdalem, Hoekstra, Moniz, van der Heijden 66' ( van de Wiel), Treffers, de Wijs RESERVEBANK: van de Wiel |  |
|                                                                              |                                              |           |              | | |  |

#### Keepers: Tegendoelpunten en de nul gehouden
| Speler           | Wed in actie | Doelpunten tegen | Gem  | De nul gehouden |
| ---------------- | ------------ | ---------------- | ---- | --------------- |
| Joop Hiele       | 38           | 50               | 1,31 | 10              |
| Ricardo de Jongh | 0            | 0                | 0    | 0               |
| Henryk Bolesta   | 0            | 0                | 0    | 0               |

### Eredivisie

#### Stand en punten historie
| 17 |

| 0 |

| 15 |

| 1 |

| 17 |

| 1 |

| 16 |

| 1 |

| 18 |

| 1 |

| 18 |

| 2 |

| 18 |

| 3 |

| 14 |

| 5 |

| 17 |

| 5 |

| 14 |

| 7 |

| 16 |

| 8 |

| 16 |

| 8 |

| 16 |

| 9 |

| 16 |

| 9 |

| 16 |

| 10 |

| 15 |

| 12 |

| 16 |

| 12 |

| 15 |

| 13 |

| 16 |

| 13 |

| 15 |

| 14 |

| 14 |

| 15 |

| 14 |

| 17 |

| 14 |

| 18 |

| 13 |

| 20 |

| 13 |

| 22 |

| 11 |

| 23 |

| 12 |

| 24 |

| 13 |

| 24 |

| 13 |

| 24 |

| 12 |

| 26 |

| 12 |

| 26 |

| 11 |

| 28 |

| 12 |

| 29 |

| 11 |

| 31 |

| Legenda       |                                                           |
| Plaats:       | Kwalificatie voor:                                        |
| 1e            | Geplaatst voor Europacup 1                                |
| 2e t/m 4e     | Geplaatst voor UEFA Cup                                   |
| 5e t/m 15e    | –                                                         |
| 16e           | Nacompetitie tegen degradatie naar de Eerste divisie      |
| 17e & 18e     | Degradatie naar de Eerste divisie                         |
| Symbool/kleur |                                                           |
| Gestegen      | Plaats(en) gestegen ten opzichte van vorige speelronde    |
| Stabiel       | Plaats gelijk gebleven ten opzichte van vorige speelronde |
| Gedaald       | Plaats(en) gezakt ten opzichte van vorige speelronde      |
|               | Aantal punten                                             |
| *             | Eén wedstrijd minder gespeeld.                            |

#### Eindstand
| Stand | Gespeeld | Gewonnen | Gelijk | Verloren | Punten | Doelpunten voor | Doelpunten tegen | Gele kaarten | Twee gele kaarten in 1 wedstrijd | Rode kaarten |
| ----- | -------- | -------- | ------ | -------- | ------ | --------------- | ---------------- | ------------ | -------------------------------- | ------------ |
| 11    | 34       | 9        | 13     | 12       | 31     | 51              | 45               | 25           | 2                                | 0            |

#### Thuis/uit-verhouding 1989/90
| Feyenoord thuis                                                      | 0 - 1 | 2 - 0 | 0 - 2 | 0 - 2 | 3 - 3 | 5 - 0 | 2 - 0 | 2 - 1 | 4 - 0 | 5 - 0 | 2 - 2 | 6 - 1 | 2 - 3 | 0 - 0 | 0 - 0 | 1 - 1 | 4 - 1 | 21 | 21 |
| Feyenoord uit                                                        | 1 - 1 | 1 - 1 | 2 - 0 | 1 - 1 | 3 - 3 | 3 - 1 | 1 - 1 | 0 - 0 | 1 - 1 | 3 - 0 | 2 - 0 | 2 - 2 | 1 - 0 | 3 - 0 | 2 - 1 | 2 - 0 | 0 - 1 | 10 | 10 |
| Aantal punten                                                        | 1     | 3     | 0     | 1     | 2     | 2     | 3     | 3     | 3     | 2     | 1     | 3     | 0     | 1     | 1     | 1     | 4     | 31 | 31 |
| \| Legenda \| \| Winst: 2 punten Gelijk: 1 punt Verlies: 0 punten \| |       |       |       |       |       |       |       |       |       |       |       |       |       |       |       |       |       |    |    |
| Legenda                                                              |       |       |       |       |       |       |       |       |       |       |       |       |       |       |       |       |       |    |    |
| Winst: 2 punten Gelijk: 1 punt Verlies: 0 punten                     |       |       |       |       |       |       |       |       |       |       |       |       |       |       |       |       |       |    |    |

### TOTO KNVB beker
| Stand  | Gespeeld | Gewonnen | Gelijk | Verloren | Punten | Doelpunten voor | Doelpunten tegen | Gele kaarten | Twee gele kaarten in 1 wedstrijd | Rode kaarten |
| ------ | -------- | -------- | ------ | -------- | ------ | --------------- | ---------------- | ------------ | -------------------------------- | ------------ |
| N.V.T. | 2        | 1        | 0      | 1        | N.V.T  | 5               | 2                | 2            | 0                                | 0            |

| Totaal / Thuis / Uit | gs | w | g | v | dv | dt | ds |
| -------------------- | -- | - | - | - | -- | -- | -- |
| Totaal tussenstand   |    |   |   |   |    |    |    |
| Totaal               | 2  | 1 | 0 | 1 | 5  | 2  | 3  |
| Thuis                | 0  | 0 | 0 | 0 | 0  | 0  | 0  |
| Uit                  | 2  | 1 | 0 | 1 | 5  | 2  | 3  |

#### Keepers: Tegendoelpunten en de nul gehouden
| Speler           | Wed in actie | Doelpunten tegen | Gem | De nul gehouden |
| ---------------- | ------------ | ---------------- | --- | --------------- |
| Joop Hiele       | 2            | 2                | 1   | 1               |
| Ricardo de Jongh | 0            | 0                | 0   | 0               |
| Henryk Bolesta   | 0            | 0                | 0   | 0               |

#### Toernooischema
|  | Eerste ronde       | Eerste ronde | Eerste ronde |  |                    | Tweede ronde       | Tweede ronde | Tweede ronde |  |                    | Achtste finale | Achtste finale | Achtste finale |  |  | Kwartfinale | Kwartfinale | Kwartfinale |  |  | Halve finale | Halve finale | Halve finale |  |  | Finale | Finale | Finale |
|  |                    |              |              |  |                    |                    |              |              |  |                    |                |                |                |  |  |             |             |             |  |  |              |              |              |  |  |        |        |        |
|  | Vlag van Nederland | Feyenoord *  |              |  |                    |                    |              |              |  |                    |                |                |                |  |  |             |             |             |  |  |              |              |              |  |  |        |        |        |
|  |                    | bye          |              |  |                    | Vlag van Nederland | Spakenburg   | 0            |  |                    |                |                |                |  |  |             |             |             |  |  |              |              |              |  |  |        |        |        |
|  |                    |              |              |  | Vlag van Nederland | Feyenoord          | 4            |              |  | Vlag van Nederland | PSV            | 2              |                |  |  |             |             |             |  |  |              |              |              |  |  |        |        |        |
|  |                    |              |              |  |                    |                    |              |              |  | Vlag van Nederland | Feyenoord      | 1              |                |  |  |             |             |             |  |  |              |              |              |  |  |        |        |        |
|  |                    |              |              |  |                    |                    |              |              |  |                    |                |                |                |  |  |             |             |             |  |  |              |              |              |  |  |        |        |        |
|  |                    |              |              |  |                    |                    |              |              |  |                    |                |                |                |  |  |             |             |             |  |  |              |              |              |  |  |        |        |        |
|  |                    |              |              |  |                    |                    |              |              |  |                    |                |                |                |  |  |             |             |             |  |  |              |              |              |  |  |        |        |        |

### Europees

#### UEFA Cup
| Stand  | Gespeeld | Gewonnen | Gelijk | Verloren | Punten | Doelpunten voor | Doelpunten tegen | Gele kaarten | Twee gele kaarten in 1 wedstrijd | Rode kaarten |
| ------ | -------- | -------- | ------ | -------- | ------ | --------------- | ---------------- | ------------ | -------------------------------- | ------------ |
| N.V.T. | 2        | 1        | 0      | 1        | N.V.T  | 2               | 3                | 2            | 0                                | 0            |

| Totaal / Thuis / Uit | gs | w | g | v | dv | dt | ds |
| -------------------- | -- | - | - | - | -- | -- | -- |
| Totaal tussenstand   |    |   |   |   |    |    |    |
| Totaal               | 2  | 1 | 0 | 1 | 2  | 3  | -1 |
| Thuis                | 1  | 1 | 0 | 0 | 2  | 1  | +1 |
| Uit                  | 1  | 0 | 0 | 1 | 0  | 2  | -2 |

#### Keepers: Tegendoelpunten en de nul gehouden
| Speler           | Wed in actie | Doelpunten tegen | Gem | De nul gehouden |
| ---------------- | ------------ | ---------------- | --- | --------------- |
| Joop Hiele       | 2            | 3                | 1.5 | 1               |
| Ricardo de Jongh | 0            | 0                | 0   | 0               |
| Henryk Bolesta   | 0            | 0                | 0   | 0               |

#### 1e ronde
| Team #1       | Tot.  | Team #2   | 1ste wed | 2de wed |
| ------------- | ----- | --------- | -------- | ------- |
| VfB Stuttgart | 3 - 2 | Feyenoord | 2 - 0    | 1 - 2   |

### Totaal
- In dit overzicht zijn alle statistieken van alle gespeelde wedstrijden in het seizoen 1989/90 verwerkt.

|                                  | Eredivisie | TOTO KNVB beker | UEFA Cup | Totaal |
| -------------------------------- | ---------- | --------------- | -------- | ------ |
| Wedstrijden                      | 34         | 2               | 2        | 38     |
| Gewonnen                         | 9          | 1               | 1        | 11     |
| Gelijk                           | 13         | 0               | 0        | 13     |
| Verloren                         | 12         | 1               | 1        | 14     |
| Thuis                            | 8          | 0               | 1        | 9      |
| Uit                              | 1          | 1               | 0        | 2      |
| Gele kaarten                     | 25         | 2               | 2        | 29     |
| Twee gele kaarten in 1 wedstrijd | 2          | 0               | 0        | 2      |
| Rode kaarten                     | 0          | 0               | 0        | 0      |
| Aantal wissels toegepast         | 51         | 1               | 4        | 56     |
| Doelpunten voor                  | 51         | 5               | 2        | 58     |
| Doelpunten tegen                 | 45         | 2               | 3        | 50     |
| -                                | +6         | +3              | -1       | +8     |
| De nul gehouden                  | 9          | 1               | 0        | 10     |

Ajax ·
BVV Den Bosch ·
Feyenoord ·
Fortuna Sittard ·
FC Groningen ·
FC Den Haag ·
Haarlem ·
MVV ·
N.E.C. ·
PSV ·
RKC ·
Roda JC ·
Sparta Rotterdam ·
FC Twente ·
FC Utrecht ·
Vitesse ·
FC Volendam ·
Willem II